# Linchamiento en Estados Unidos

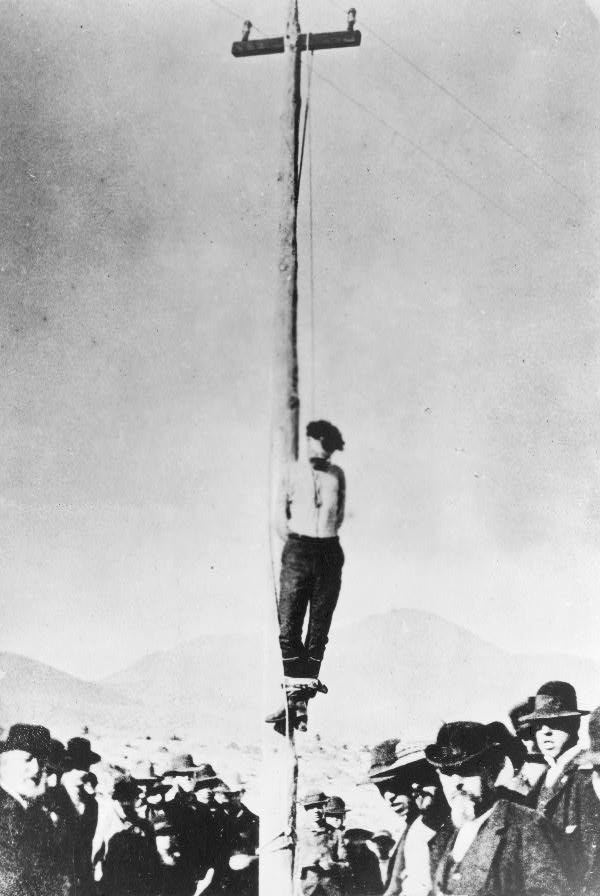
Linchamiento de John Wesley Heath en Tombstone, Arizona, el 22 de febrero de 1884, por su intervención en la masacre de Bisbee

El linchamiento, la muerte de personas por la acción extrajudicial de una muchedumbre, existió en la América inglesa desde el s. XVII y posteriormente Estados Unidos hasta la década de 1960. En 1677, en Marblehead, las mujeres del pueblo lincharon a dos indios. El mayor linchamiento en la historia del país ocurrió en 1891, cuando una turba linchó a 11 inmigrantes italianos. Entre 1880 y 1970, se linchó a unos 3265 negros, 1082 blancos, 71 mexicanos, 38 indios, 10 chinos, y un japonés; el apogeo de este tipo de crimen fue en 1892. Los linchamientos también ocurrieron en el Viejo Oeste, aunque en este caso, las víctimas pertenecían a distintos orígenes, etnias o nacionalidades, como mineros exploradores, mexicanos, amerindios, o chinos.
El linchamiento en los estados del sur se asocia con la reimposición de la supremacía blanca tras la Guerra de Secesión. La concesión de derechos constitucionales a los libertos en la era de la Reconstrucción de Estados Unidos (1865-1877) suscitó preocupación entre los blancos sureños, que no se sintieron preparados para conceder estatus social a los afroamericanos, y culparon a los libertos de su sufrimiento durante la guerra, sus pérdidas económicas y la desaparición de sus privilegios sociales y políticos. Además, se intimidaba y atacaba a los negros para impedir que votasen. Los linchamientos alcanzaron su punto álgido a finales del siglo XIX y a principio del XX, tras la retirada del Sur de las tropas federales, y la toma de control de las asambleas legislativas estatales por parte de los demócratas sureños: se aprobaron nuevas normas constitucionales y electorales para evitar que los negros y muchos blancos pobres se inscribieran en el censo electoral. Los inscritos fueron castigados con violencia si votaban, o para evitar que votasen. Se promulgaron una serie de leyes, llamadas «leyes de Jim Crow», y de segregación racial para restablecer la supremacía blanca. Durante el Movimiento por los Derechos Civiles volvió a estallar la violencia; los sonados linchamientos de activistas por los derechos de integración en los años 60 en Misisipi galvanizaron la opinión pública nacional a favor de una legislación en defensa de los derechos civiles federales.
El instituto Tuskegee ha contabilizado el linchamiento de 3 446 negros y 1 297 blancos entre 1882 y 1968, con un máximo anual a finales del siglo XIX.
Los afroestadounidenses organizaron la resistencia contra los linchamientos de numerosas formas. Intelectuales y periodistas incentivaron la educación pública, protestando activamente y ejerciendo presión contra la violencia masiva de los linchamientos y la complicidad del gobierno en dicha violencia. La Asociación Nacional para el Progreso de las Personas de Color (NAACP), así como otras muchas asociaciones, organizaron el apoyo de blancos y negros y realizaron una campaña nacional para conseguir la aprobación de una ley federal contra los linchamientos. Varios clubes de negras recaudaron fondos para financiar el trabajo de estas campañas públicas, como obras de teatro educativo. Sus peticiones, campañas de correo, reuniones y manifestaciones dieron relieve al problema y ayudaron a combatir los linchamientos. La canción Strange fruit (extraña fruta) de Abel Meeropol en la que se duele por los linchamientos de negros en los estados del sur, interpretada por Billie Holiday, se convirtió en estandarte de la campaña contra los linchamiento y canción protesta del colectivo negro en su lucha por los derechos civiles.
De 1882 a 1968, «... se presentaron en el Congreso cerca de 200 leyes contra los linchamientos, y tres pasaron a la Cámara de Representantes. Siete presidentes entre 1890 y 1952 pidieron al Congreso que aprobara una ley federal». En 1920, el Partido Republicano prometió en su convención nacional apoyar la aprobación de dicha ley. En 1921, Leonidas C. Dyer de San Luis patrocinó un proyecto de ley contra los linchamientos: la Cámara de Representantes la aprobó en enero de 1922, pero las tácticas dilatorias del bloque demócrata del sur blanco consiguió que se retirase en diciembre de 1922. En 1923, el congresista Dyer, junto con la NAACP, viajó por todo el país hablando en apoyo de su ley e intentó volverla a presentar ese año y el siguiente, pero fue derrotado por el bloque demócrata del Sur.

## Origen del nombre
El término «Ley de Lynch» –que da lugar a las palabras «linchamiento» y «linchar»– parece haberse originado durante la Revolución de las Trece Colonias, cuando Charles Lynch, un juez de paz de Virginia, ordenó castigos extrajudiciales para los lealistas. En el sur, antes de la Guerra Civil, miembros del movimiento abolicionista de Estados Unidos y otros opositores a la esclavitud también sufrieron la violencia de los linchamientos.

## Características sociales

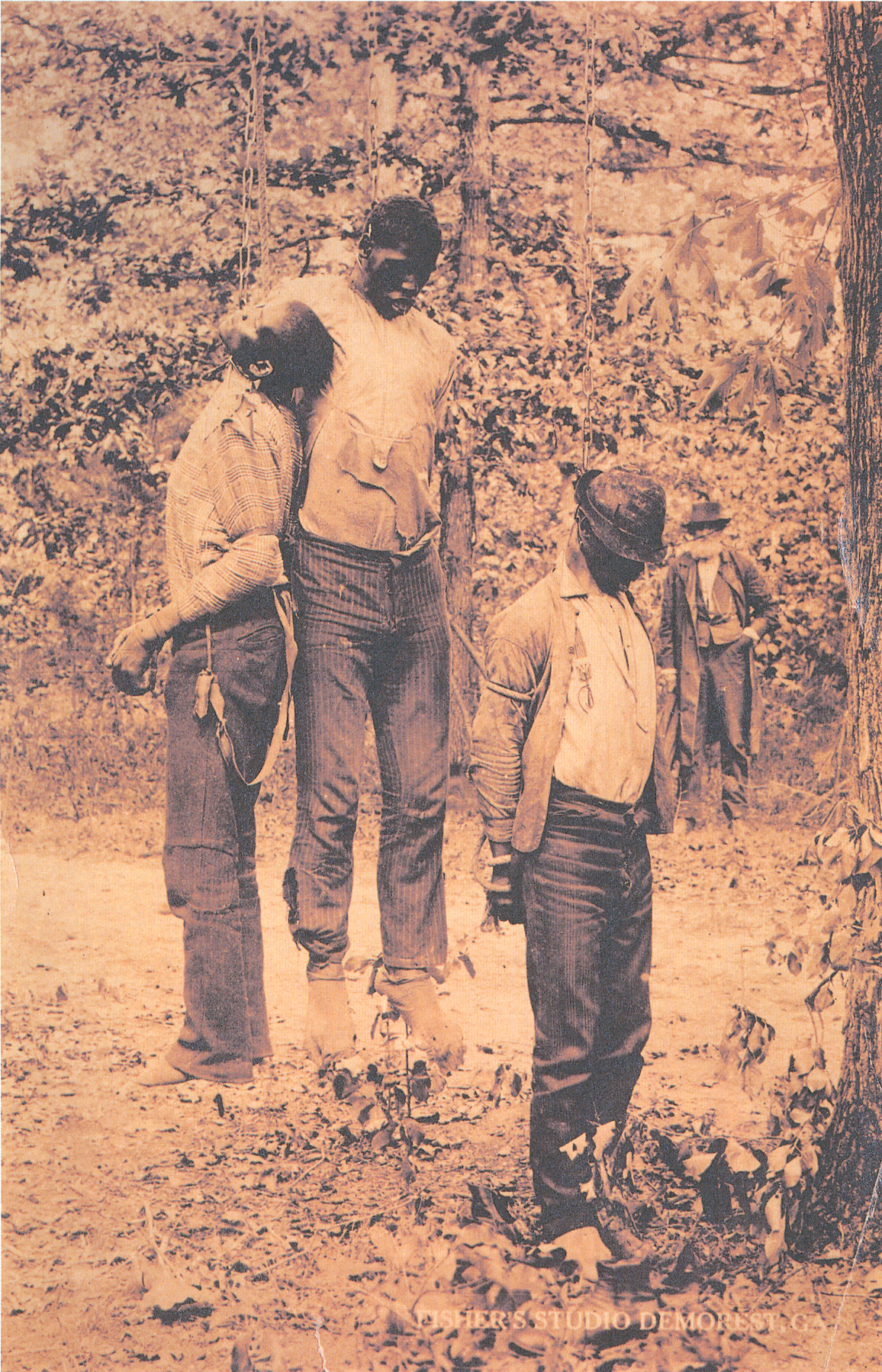
El linchamiento de Jim Redmond, Gus Roberson, Bob Addison. 17 de mayo de 1892. Condado de Habersham, Georgia.

Uno de los motivos de linchamiento, sobre todo en el sur, fue la aplicación de convencionalismos sociales por los partidos blancos dominantes, que castigaban lo que consideraban violaciones de las costumbres, después institucionalizadas como leyes de Jim Crow, que ordenaban la segregación racial entre negros y blancos, y la asignación de un estatus de segunda clase a los negros.
Otros motivos fueron los beneficios financieros y la capacidad de establecer un control político y económico.[cita requerida] Por ejemplo, tras el linchamiento de un agricultor negro o un comerciante emigrante, las propiedades de la víctima quedaban con frecuencia a disposición de los blancos.[cita requerida] En buena parte del Sur Profundo, los linchamientos alcanzaron su punto máximo a finales del siglo XIX y principios del XX, cuando los racistas blancos recurrieron al terrorismo para disuadir a los negros de votar durante un periodo de privación de sus derechos de sufragio. En el Delta del Misisipi, el linchamiento de negros aumentó a finales del siglo XIX cuando los terratenientes blancos intentaron controlar a los antiguos esclavos que se habían convertido en granjeros o aparceros. Los linchamientos eran más frecuentes hacia finales de año, cuando debían revisarse las cuentas con aparceros y arrendatarios.
En la última década del siglo XIX, la periodista negra y activista contra el linchamiento Ida B. Wells investigó casos de linchamiento: su estudio reveló que solo un tercio de las víctimas negras eran acusadas de violación o intento de violación (aunque se alegaban infracciones sexuales muy a menudo para justificar el crimen). La acusación más habitual era asesinato o intento de asesinato, seguida por una lista de infracciones que incluían agresión verbal o física, competencia desleal o independencia mental. Se formaron multitudes blancas de linchamiento para restaurar lo que se consideraba orden social. La «política» de linchamientos solía conducir al asesinato de las víctimas por multitudes blancas. En ocasiones, las fuerzas de seguridad participaban directamente, o mantenían al sospechoso en la cárcel hasta que se formaba un gentío que perpetraba el crimen.
También se produjeron linchamientos en la frontera del Oeste cuando la distancia no permitía contar con recursos legales. En el Oeste, los ganaderos se tomaron la justicia por su mano colgando a los que consideraban ladrones de ganado y caballos. Estos hechos también estaban relacionados con las luchas políticas y sociales entre estas clases.
Durante la Guerra de Secesión, las unidades de la Guardia Civil sudista lincharon a sureños blancos sospechosos de ser unionistas o desertores. Un ejemplo fue el ahorcamiento del ministro metodista Bill Sketoe, en la ciudad de Newton  (Alabama) en diciembre de 1864.

## El Oeste

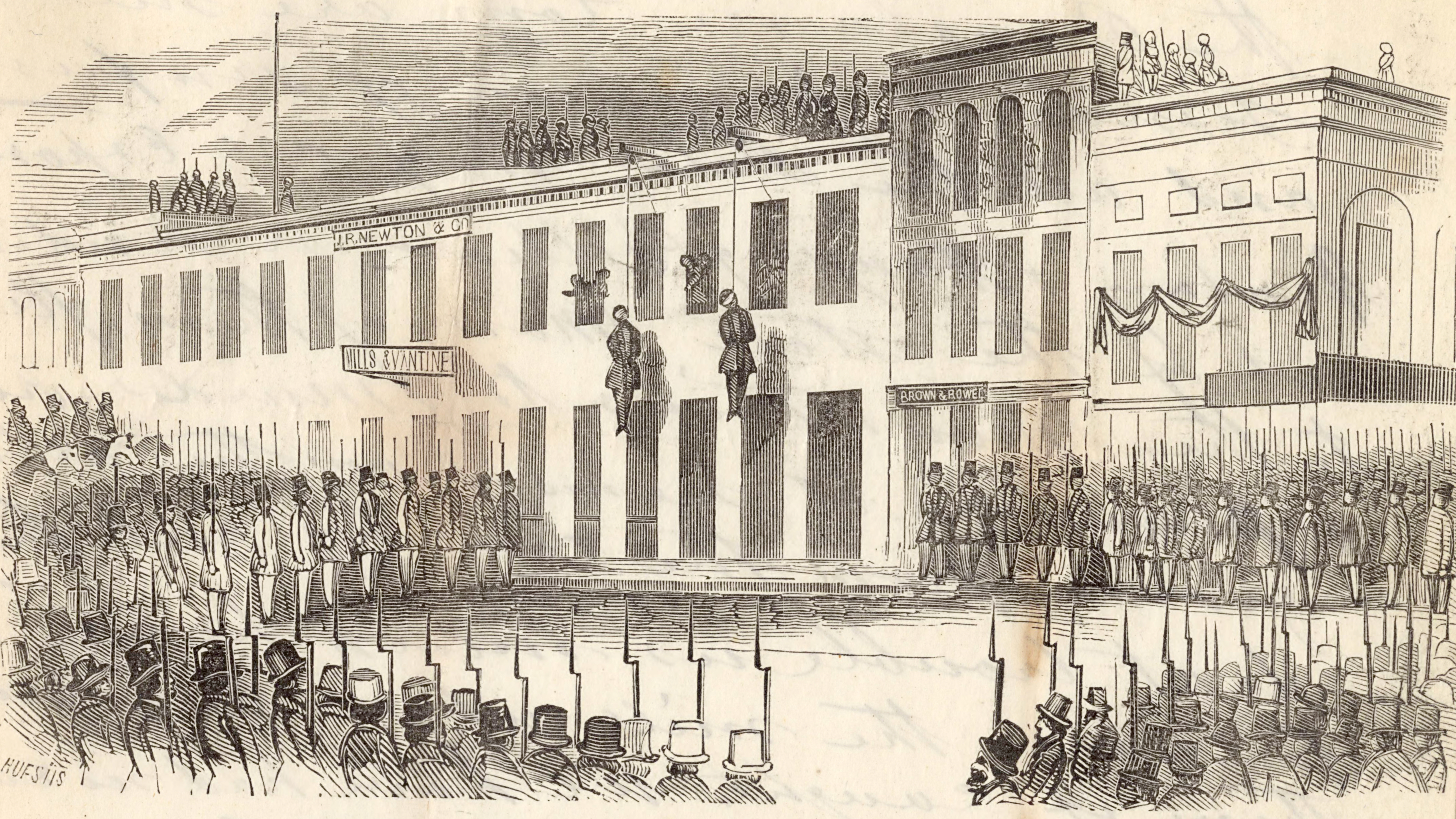
Linchamiento en 1856 de Charles Cora y James Casey por el Comité de Vigilancia de San Francisco (California)

Los historiadores han debatido la historia del linchamiento en la frontera oeste, oscurecida por la mitología del Viejo Oeste. En los territorios no organizados o en los estados escasamente establecidos, la aplicación de la ley era limitada, a menudo garantizada solo por un alguacil que, a pesar del nombramiento de varios ayudantes, podía pasar horas e incluso días, fuera de su comisaría.
En el Viejo Oeste con frecuencia se perpetraban linchamientos contra acusados bajo custodia policial. Los linchamientos no servían para sustituir un sistema legal inexistente, sino que más bien constituían un sistema alternativo dominado por una clase social o un grupo racial concretos. El historiador Michael J. Pfeifer escribe: «Contrariamente a la creencia popular, los primeros linchamientos territoriales no surgieron de la ausencia o distancia de las autoridades legales, sino más bien de la inestabilidad social de las comunidades primitivas y de sus disputas sobre la propiedad, el estatus y la definición del orden social».
Cuando en 1848 comenzó la Fiebre del oro de California, al menos 25 000 mexicanos vivían en California desde el periodo colonial español. El Tratado de 1848 expandió el territorio de Estados Unidos en un tercio de su extensión tras la guerra entre EE. UU. Y México. Para resolver el conflicto, México cedió la totalidad o partes de los actuales estados Arizona, California, Colorado, Kansas, Nuevo México, Nevada, Oklahoma, Texas, Utah, y Wyoming a Estados Unidos. En septiembre de 1850, California fue admitido como el 31° estado de la Unión.
Muchos de los mexicanos nativos de lo que se convertiría en un estado perteneciente a Estados Unidos eran mineros experimentados, y tuvieron mucho éxito extrayendo oro en California. Este éxito despertó la animosidad de los buscadores de oro blancos, que intimidaron a los mineros mexicanos con amenazas de ejercer la violencia y de hecho la ejercieron contra algunos. Entre 1848 y 1860, los americanos de ascendencia europea lincharon al menos a 163 mexicanos solo en California.  El 5 de julio de 1851, una multitud linchó en Downieville (California) a una mujer mexicana llamada Josefa Segovia, acusada de matar a un hombre blanco que intentaba atacarla tras entrar en su casa por la fuerza.
En 1851, mineros en Oregón lincharon Robert Maynard, por haber asesinado a J.C. Platt.  Aún no se habían establecido tribunales.
El Movimiento de Vigilancia de San Francisco se ha presentado tradicionalmente como una respuesta positiva a la corrupción del gobierno y al crimen rampante. Pero los historiadores revisionistas argumentan que creó más anarquía que orden. Tenía un fuerte tinte nativista. Inicialmente, sus miembros dirigían sus acciones contra actividades de los irlandeses, y más tarde contra inmigrantes chinos y mexicanos. En 1871, una turba asoló el viejo barrio chino de Los Ángeles, matando al menos a 18 americanos de origen chino, después de que un empresario blanco resultara muerto involuntariamente en el fuego cruzado de una batalla entre organizaciones tong.
Otro episodio bien documentado en la historia del Oeste americano es la Guerra del condado de Johnson, una disputa acaecida en la última década del siglo XIX por el uso de la tierra en Wyoming. Rancheros terratenientes, con la complicidad de políticos republicanos contrataron mercenarios y asesinos para linchar a pequeños rancheros, en su mayor parte demócratas. Estos últimos, que los terratenientes llamaban cuatreros, eran también su competencia directa.[cita requerida]

## Reconstrucción (1865–1877)

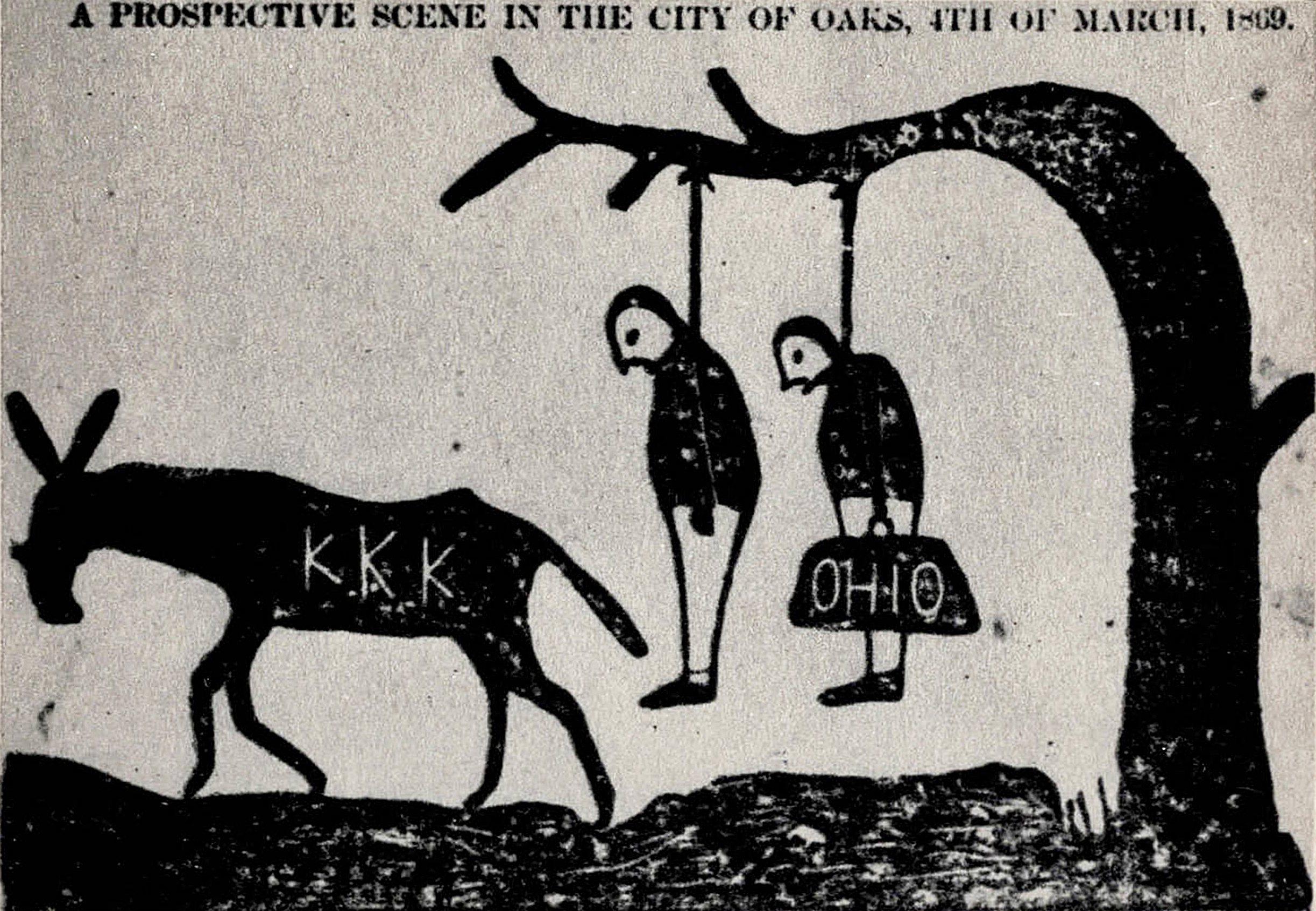
Viñeta de 1868 publicada en el periódico «The Independent Monitor» de Tuscaloosa (Alabama), que representa el linchamiento de carpetbaggers perpetrado por el Ku Klux Klan

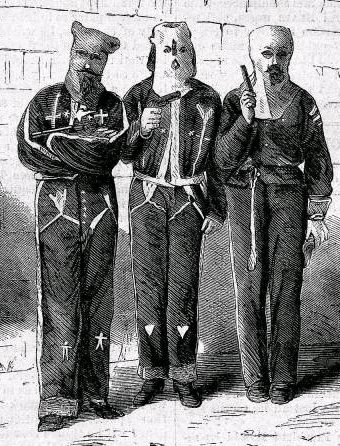
Tres miembros del Ku Klux Klan arrestados en septiembre de 1871 por intento de asesinato de toda una familia en el Condado de Tishomingo (Misisipi)

Tras la Guerra de Secesión, el linchamiento se asoció muy concretamente con el Sur y el primer Ku Klux Klan, fundado en 1866.
El primer periodo de gran violencia en el Sur se produjo entre 1868 y 1871. Los demócratas blancos atacaban republicanos blancos y negros. No obstante, estos ataques no eran tanto el resultado de la violencia de masas característica de los linchamientos posteriores, sino acciones de la vigilancia insurgente secreta, perpetrada por grupos como el Ku Klux Klan. Para prevenir la ratificación de nuevas constituciones elaboradas durante la Reconstrucción, la oposición utilizó distintos métodos para acosar a los potenciales votantes. Varios ataques terroristas fallidos condujeron a una masacre durante las elecciones de 1868, en las que los insurgentes asesinaron a unos 1 300 votantes en distintos estados sureños, de Carolina del Sur a Arkansas.
Después de que terminara esta violencia política partidista, los linchamientos en el Sur se centraron más en las personas negras que en la afiliación política, lo que puede considerarse una manifestación de las patrullas esclavistas, bandas de blancos pobres que vigilaban a los esclavos y perseguían a los fugados. En ocasiones, las turbas mataban a sus víctimas, pero otras veces los azotaban para recordarles su antiguo estatus de esclavos. Terroristas blancos perpetraban con frecuencia incursiones nocturnas en casas de negros para confiscar armas de fuego. Los linchamientos para impedir que los libertos y sus aliados votaran y portaran armas pueden considerarse como una forma de aplicación ilegal del anterior sistema de dominio social y de los códigos negros, que habían sido invalidados por las 14.ª y 15.ª enmiendas en 1868 y 1870.
Aunque algunos estados emprendieron acciones contra el Klan, el Sur necesitó de la ayuda federal para enfrentarse a la escalada de violencia. El presidente Ulysses S. Grant y el Congreso aprobaron las leyes penales de 1870 y la Ley de derechos civiles de 1871 también conocida como la Ley del Ku Klux Klan, porque fue aprobada para acabar con la violencia de dicha organización. Estas leyes permitieron la instrucción federal de delitos cometidos por grupos como el Ku Klux Klan, además del uso de tropas federales para controlar la violencia. La administración comenzó a remitir los casos al Gran Jurado y a enjuiciar a miembros del Klan. Además, se impuso la ley marcial en algunos condados de Carolina del Sur, donde el Klan era más fuerte. Sometido a estas presiones, el Klan se disolvió. La enérgica acción federal y la desaparición del Klan tuvieron una gran trascendencia en la reducción del número de asesinatos.
A partir de 1875 aumentó la violencia en el Sur profundo. Sobre todo en Misisipi, Luisiana, ambas Carolinas y Florida, el Partido Demócrata contó con grupos paramilitares como los Caballeros de la Camelia Blanca para aterrorizar, intimidar y asesinar republicanos negros y blancos en una ofensiva para recuperar el poder. En Misisipi los Camisas Rojas, en Luisiana la Liga Blanca fueron los grupos que acometieron los objetivos del Partido Demócrata: suprimir el voto negro. Los insurgentes dirigieron sus acciones contra negros políticamente activos, y desencadenaron la violencia para intimidar a las comunidades. El deseo de Grant de mantener a Ohio en la esfera republicana y las maniobras de su fiscal general condujeron a que no se apoyara al gobernador de Misisipi con tropas federales. La campaña de terror funcionó. Por ejemplo, en el condado de Yazoo, con una población negra de 12 000 personas, los republicanos solo obtuvieron siete votos. En 1875, los demócratas barrieron en la asamblea legislativa.
Una vez recuperado el poder en Misisipi, los demócratas adoptaron el «Plan Misisipi» para controlar las elecciones de 1876, utilizando milicias armadas para asesinar líderes políticos, perseguir a miembros de la comunidad, intimidar y hacer desistir a los votantes, y suprimir de forma efectiva el sufragio y los derechos civiles de los negros. En un estado tras otro, los demócratas recuperaron el poder. De 1868 a 1876, se produjeron entre 50 y 100 linchamientos por año.
Los demócratas blancos aprobaron leyes y enmiendas a la constitución que dificultaban el registro en el censo electoral, con la intención de excluir a los votantes negros de las elecciones.

## Exclusión del censo electoral (Disfranchisement, 1877-1917)

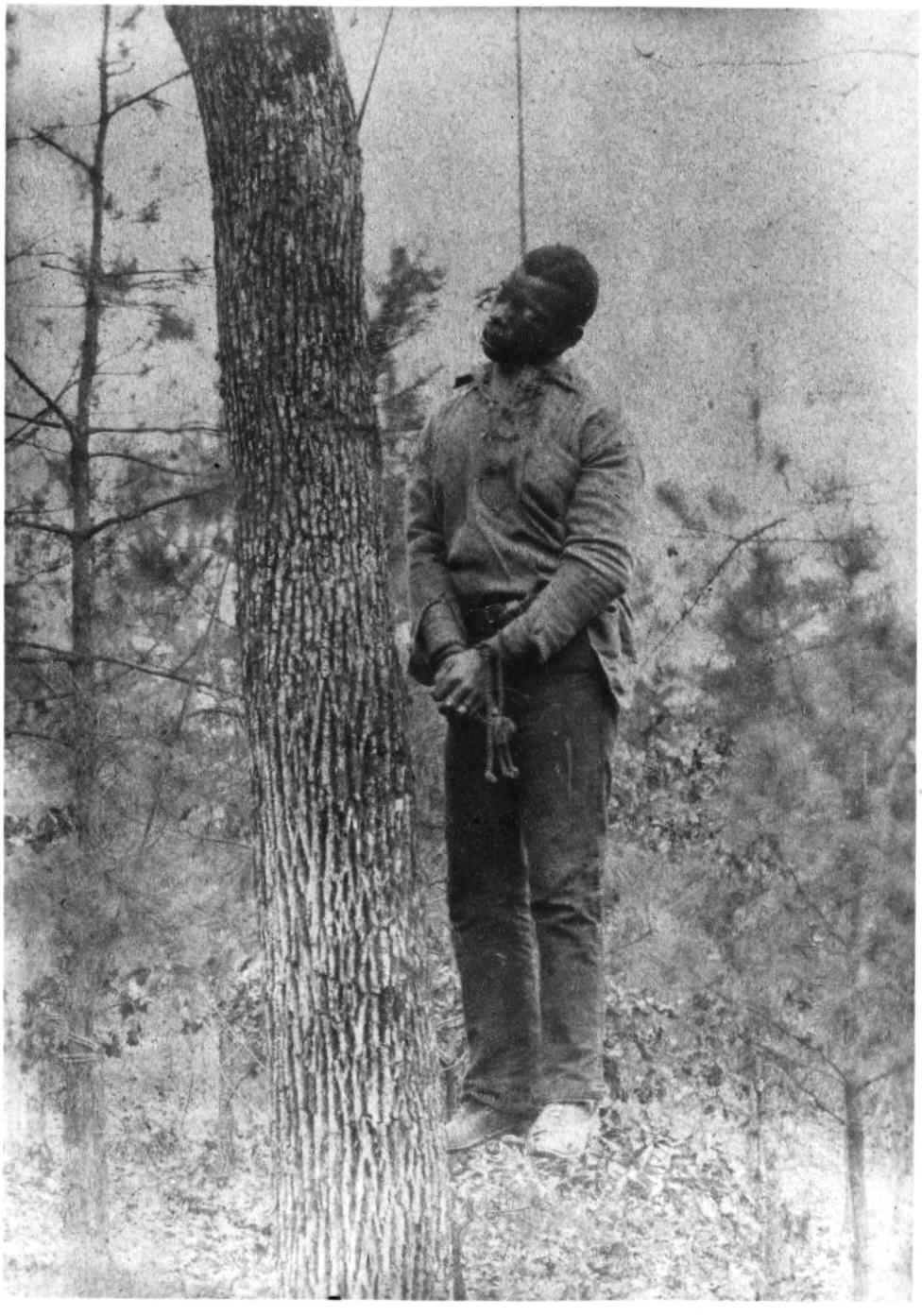
Linchamiento de George Meadows cerca de Pratt Mines en el Condado de Jefferson (Alabama), el 15 de enero de 1889

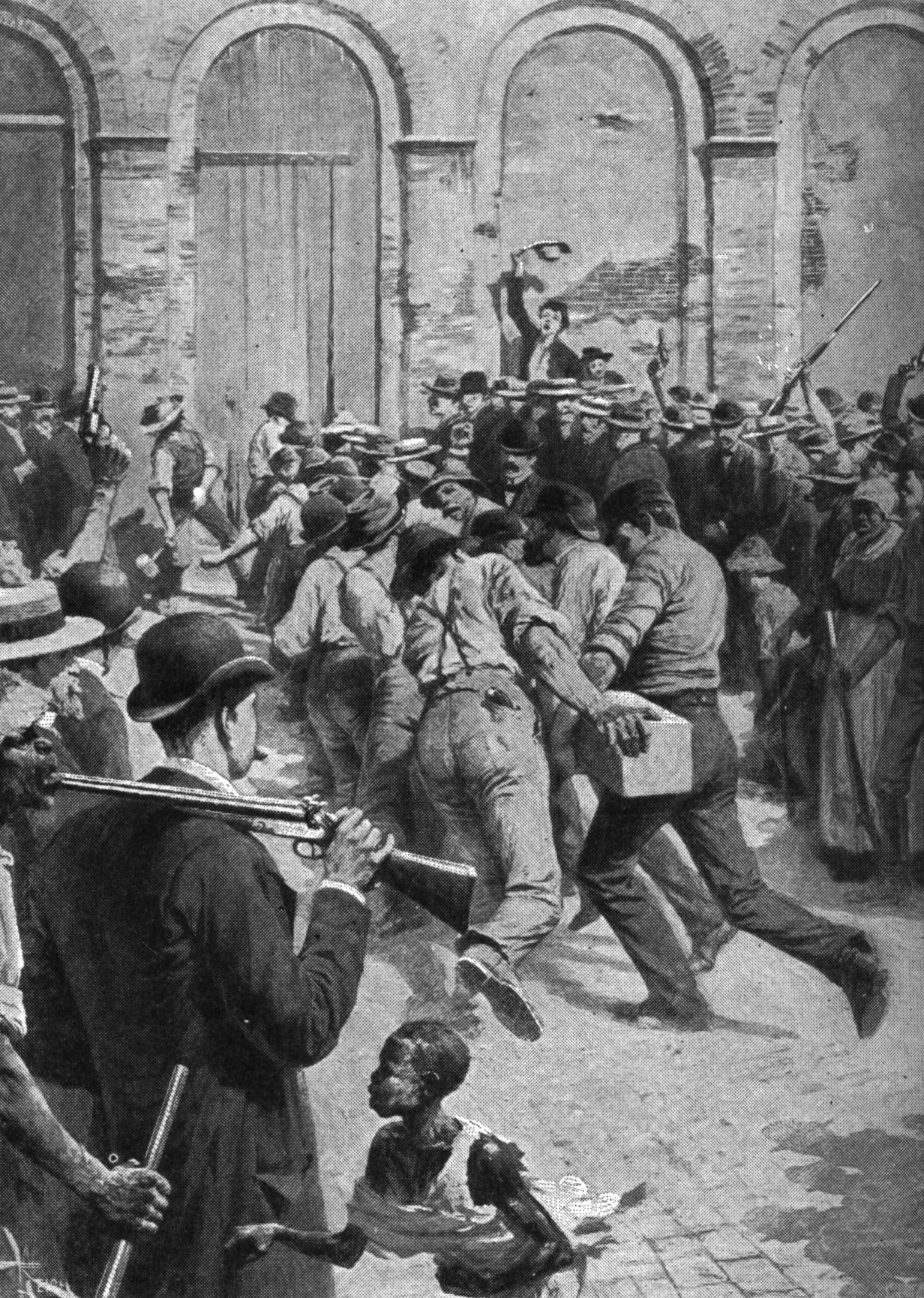
Alborotadores irrumpen en la prisión del condado durante los linchamientos de italianos en Nueva Orleans (Luisiana) en 1891

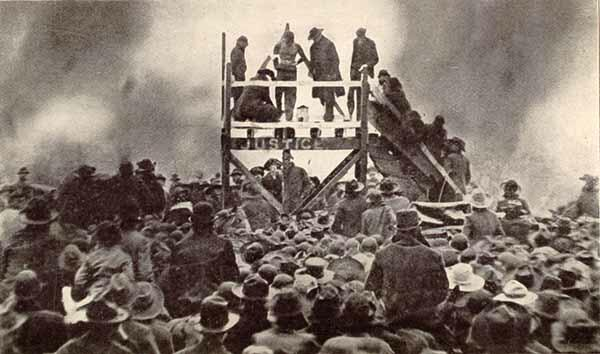
Linchamiento público de Henry Smith en Paris (Texas), en 1893

Después de que los demócratas blancos recuperaran el poder político a finales de los años 70 del siglo XIX, los legisladores incrementaron gradualmente las restricciones para votar, sobre todo con estatutos. De 1890 a 1908, la mayor parte de los estados sureños, empezando por Misisipi, elaboraron nuevas constituciones con cláusulas más duras: impuestos sobre el voto, pruebas de alfabetización y comprensión, además de mayores exigencias de residencia, que excluyeron del censo electoral a la mayoría de negros y a muchos blancos pobres. Su expulsión del censo electoral también les impedía ser miembros de un jurado, privilegio reservado a los votantes. Aunque varios recursos contra estas constituciones llegaron hasta el Tribunal Supremo en los casos «Williams v. Mississippi» (1898) y «Giles v. Harris» (1903), se ratificaron las cláusulas del estado.
En muchos de los linchamientos sucedidos entre finales del siglo XIX y principios del XX, las víctimas fueron afroamericanos en el Sur, aunque también hubo casos de emigrantes blancos y de latinos en el suroeste. De los 468 linchamientos sucedidos en Texas entre 1885 y 1942, 339 fueron negros, 77 blancos, 53 hispanos y un indio. Estos linchamientos reflejan las tensiones laborales y los cambios sociales que provocó la imposición por parte de los blancos de las leyes Jim Crow, la segregación racial legal y la supremacía blanca. También fueron un indicador de la larga crisis económica del siglo XIX causada por la caída de los precios del algodón y de la depresión financiera en la última década de ese siglo. En las vegas del Misisipi, por ejemplo, aumentaba el número de linchamientos cuando llegaba la época de revisar cuentas y pagar cosechas.
A finales del siglo XIX y principios del XX, en el Delta del Misisipi los hechos responden a la influencia de la frontera y a acciones dirigidas a reprimir a los negros. Tras la Guerra Civil, un 90% del Delta todavía estaba subdesarrollado. Blancos y negros emigraron hacia esa zona buscando una oportunidad de comprar tierras vírgenes. Era una zona agreste, de tupidos bosques y sin vías de comunicación. Antes del siglo XX, los linchamientos tomaban a menudo la forma de justicia fronteriza dirigida tanto a residentes como a trabajadores temporales. Llegaron miles de obreros para trabajar en las empresas madereras y en la construcción de diques. En esa época, el índice de linchamientos de blancos fue un 35,5% mayor que su proporción en la población total, la mayoría por delitos contra la propiedad (robo, sobre todo), mientras que el índice de linchamientos de negros era menor que su proporción en la población, al contrario que en el resto del Sur. En la mitad de los casos, las acusaciones eran de asesinato o intento de asesinato, y de violación en el 15%.
Existe un claro patrón estacional de los linchamientos, siendo los meses fríos los más letales. Como se ha señalado, los precios del algodón cayeron en los años 80 del siglo XIX, aumentando las presiones económicas. «De septiembre a diciembre se recogía el algodón, se revelaban las deudas y se descubrían los beneficios (o pérdidas)... En esos meses, al finiquitar viejos contratos o al discutir nuevos acuerdos, surgían a menudo conflictos [entre terratenientes y arrendatarios], que en ocasiones acababan a golpes». Durante el invierno, la causa de linchamiento más habitual era el asesinato. A partir de 1901, cuando el cambio económico hizo que más negros se convirtieran en arrendatarios y aparceros, solo se linchó a afroamericanos, con escasas excepciones. La frecuencia aumentó entre 1901 y 1908 después de que los negros perdieran sus derechos civiles. «En el Delta del siglo XX, el vigilantismo acabó —como era previsible—  unido a la supremacía blanca».
Tras el incremento de la inmigración a los EE. UU. a finales del siglo XX, los italoestadounidenses también se convirtieron en víctimas de linchamientos, sobre todo en el sur, donde se les contrataba como mano de obra. El 14 de marzo de 1891, once inmigrantes italianos fueron linchados en Nueva Orleans (Luisiana), después de que un jurado los absolviera del asesinato de David Hennessy, jefe de policía de Nueva Orleans de ascendencia irlandesa. Los once sicilianos fueron falsamente acusados de asociarse con la mafia. Este incidente fue uno de los mayores linchamientos masivos en la historia de los EE. UU. Entre 1890 y 1900, fueron linchados un total de veinte italianos. La mayoría de estos linchamientos sucedieron en el sur, a pesar de que la inmigración italiana a esa zona no fue especialmente alta. También se produjeron linchamientos aislados de italianos en  Nueva York, Pensilvania y Colorado
En el Oeste, sobre todo, también hubo inmigrantes chinos, indios amerindios y mexicanos entre las víctimas. La historia americana ha ignorado durante mucho tiempo el linchamiento de mexicanos y chicanos en el suroeste, centrando su atención en el Sur. El Instituto Tuskegee, que posee los registros más completos, señala a las víctimas simplemente como blancos o negros. Las víctimas mexicanas, chinas o amerindias están registradas como blancas.
Los investigadores estiman que entre 1848 y 1928 fueron linchados 596 mexicanos, con una tasa del 27,4 por 100 000 habitantes entre 1880 y 1930. Esta cifra es la mayor tras la de la comunidad afroamericana, que sufrió un promedio de linchamientos del 37,1 por 100 000 habitantes en ese periodo. Entre 1848 y 1879, los mexicanos fueron víctimas de linchamiento a una tasa sin precedentes de 473 por 100 000 habitantes.
El linchamiento de Henry Smith, un antiguo esclavo acusado de asesinar a la hija de un policía, fue uno de los más famosos. Lo lincharon en Paris (Texas), en 1893, por matar a Myrtle Vance, la hija de tres años de un policía de Texas, después de que este policía agrediera a Smith. Smith no llegó a ser juzgado en un tribunal. Una gran multitud presenció el linchamiento, como era entonces habitual, al estilo de las ejecuciones públicas. Henry Smith fue atado a una plataforma de madera, torturado durante 50 minutos con hierros al rojo, y finalmente quemado vivo entre los vítores de más de 10 000 espectadores.

### Aplicación de las leyes Jim Crow

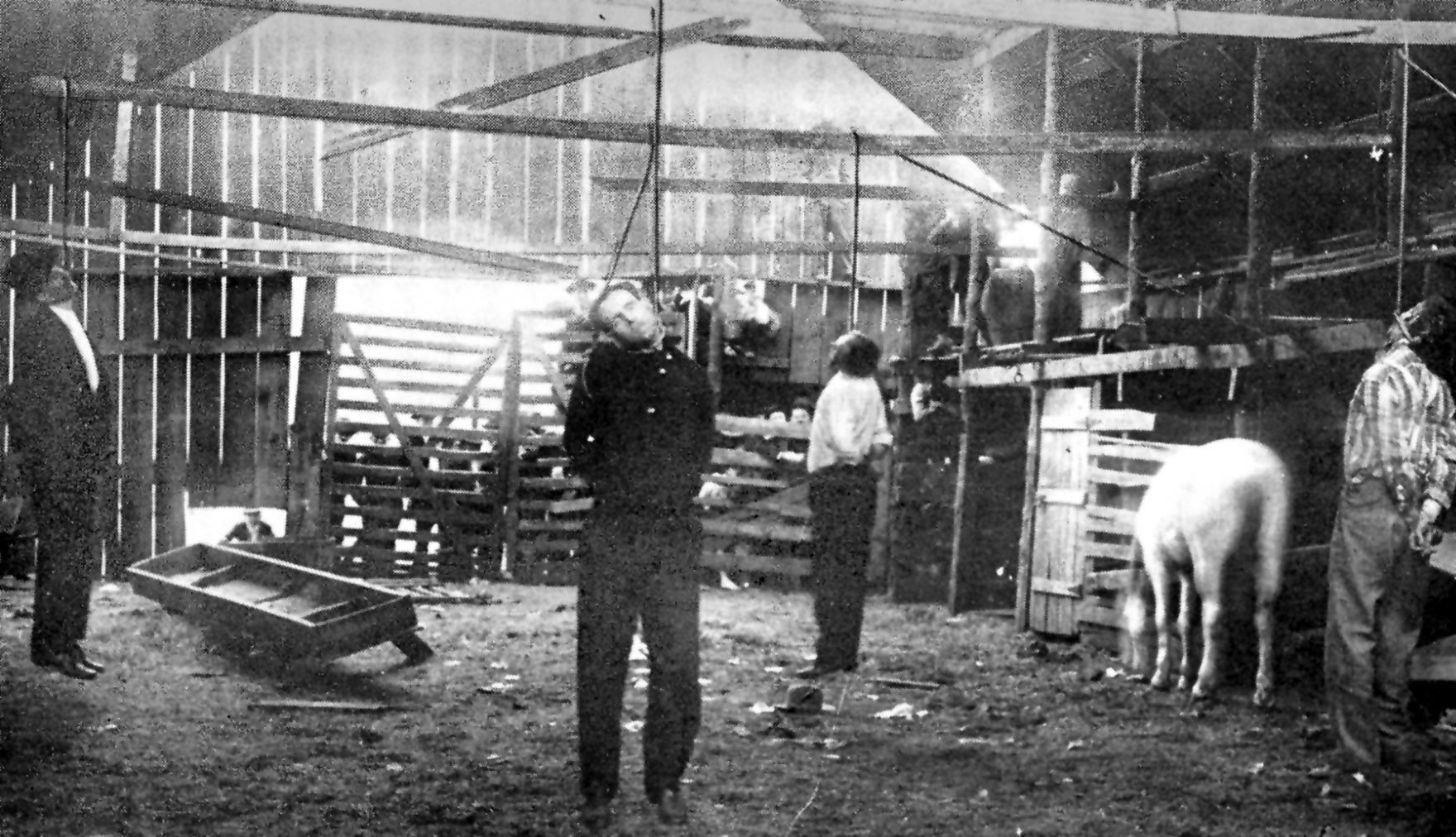
De izquierda a derecha, linchamiento del asesino a sueldo Jim Miller y tres personas más en Ada (Oklahoma), el 19 de abril de 1909

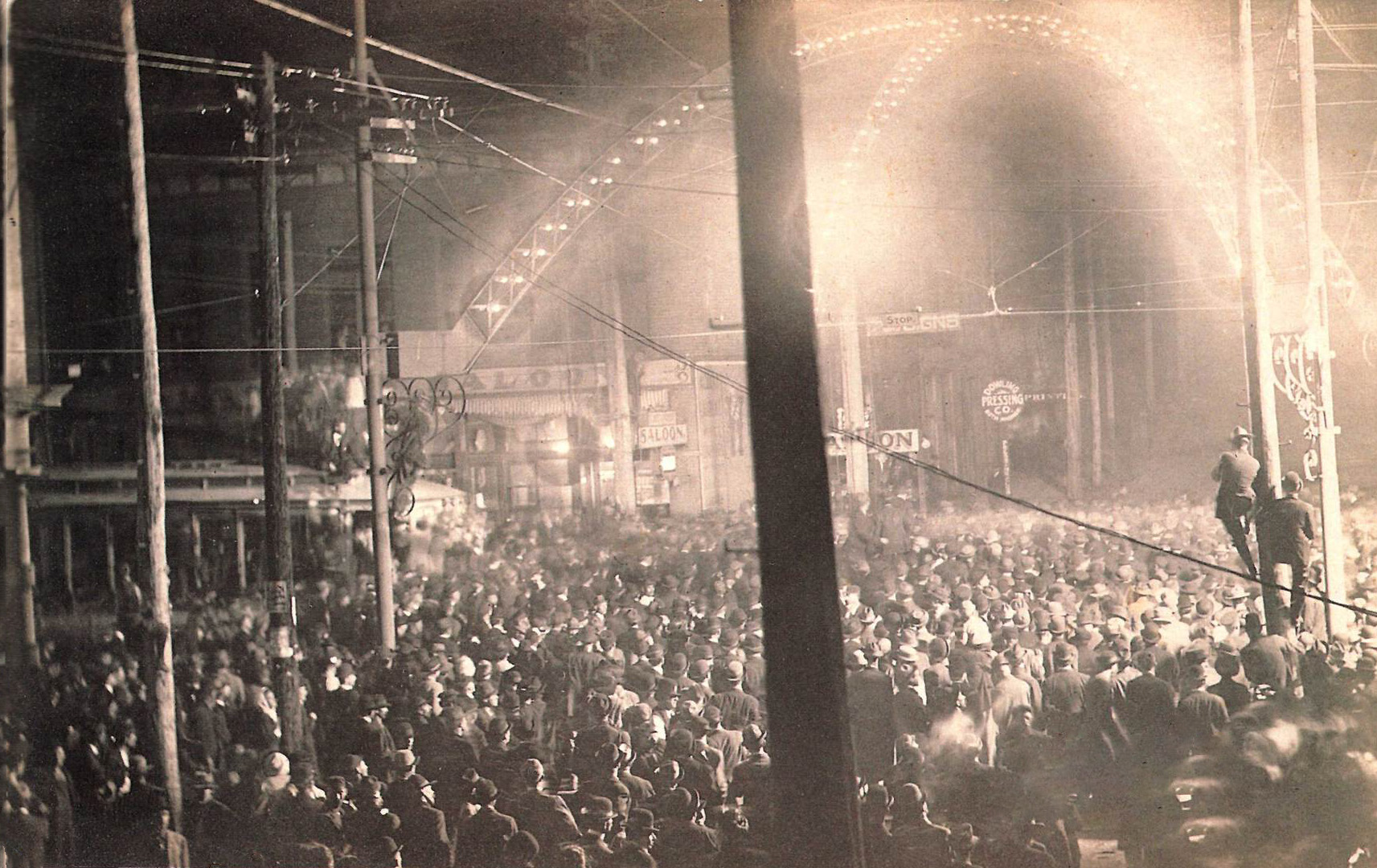
Linchamiento de Will James en Cairo (Illinois), el 11 de noviembre de 1909

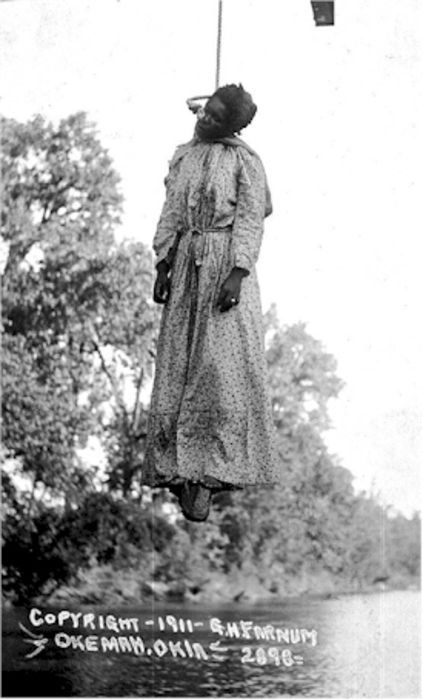
Linchamiento de Laura y Lawrence Nelson en Okemah, Oklahoma, el 25 de mayo de 1911

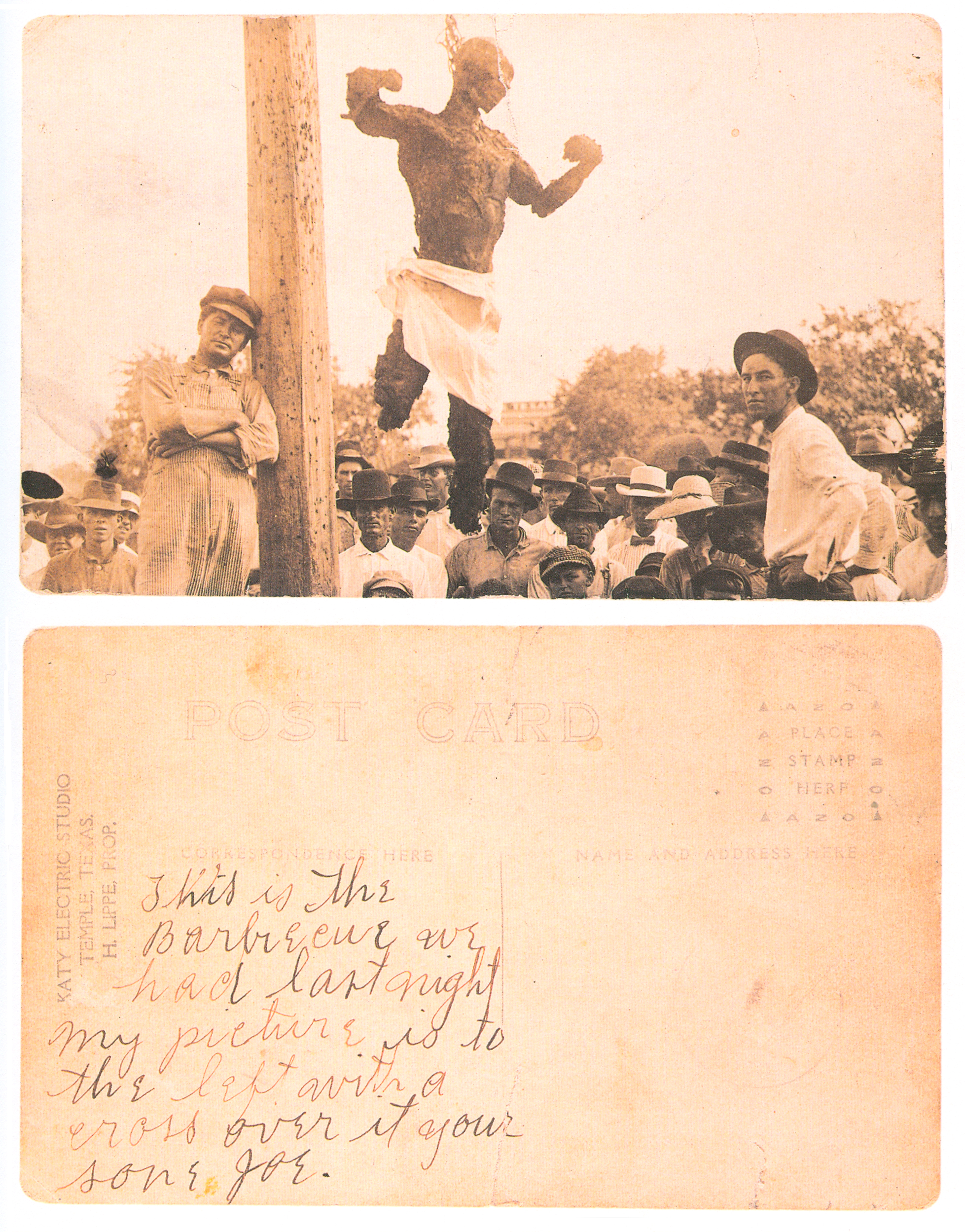
Parte anterior y posterior de una postal que muestra el cadáver carbonizado de Will Stanley expuesto en Temple (Texas), después de ser linchado en 1915

A partir de 1876, al haber recuperado los demócratas el poder político en el Sur, disminuyó la frecuencia de los linchamientos. La amenaza de linchamiento se utilizaba para aterrorizar a libertos y blancos y para mantener la dominación blanca. Los congresistas republicanos del Sur intentaron proteger el derecho al voto de los negros recurriendo a tropas federales para defenderlo. El acuerdo de 1876 para elegir presidente al republicano por Ohio Rutherford B. Hayes (a pesar de haber perdido el voto popular ante el demócrata por Nueva York Samuel J. Tilden) incluía el compromiso de acabar la Reconstrucción en el Sur. Los Redentores  —a menudo miembros de grupos como los Capas Blancas, los Caballeros de la Camelia Blanca, la Liga Blanca y los Camisas Rojas— habían recurrido a la violencia terrorista y a los asesinatos para reducir el poder político que los negros y los republicanos blancos habían adquirido durante la Reconstrucción.
Los linchamientos salvaguardaban el giro de poder y eran manifestaciones públicas del poder blanco. Las tensiones raciales tenían una base económica. Al intentar reconstruir la economía de plantaciones, los terratenientes necesitaban controlar a los trabajadores. Además, la agricultura sufría una depresión rampante y el precio del algodón siguió cayendo tras la Guerra de Secesión hasta la última década del siglo XIX. En muchas partes del sur profundo se produjo una escasez de mano de obra, sobre todo en el Delta del Misisipi, en pleno desarrollo. Los intentos de atraer trabajadores inmigrantes no tuvieron éxito, ya que los inmigrantes duraban poco en las labores agrícolas. Los linchamientos se debieron a un intento por parte de los terratenientes de aterrorizar a los trabajadores, sobre todo cuando llegaba la época de hacer cuentas y se veían incapaces de pagar los salarios, a la vez que deseaban impedir que los trabajadores se fueran.
Más del 85% de los 5 000 linchamientos estimados del periodo posterior a la Guerra Civil sucedieron en los estados del sur. El año 1892 conoció una cifra récord con el linchamiento de 161 afroamericanos. La creación de las leyes Jim Crow, a partir de 1890, completó el resurgimiento de la supremacía blanca en el Sur. Terror y linchamientos se usaron para aplicar estas leyes oficiales y otras reglas de conducta oficiosas creadas para afirmar la dominación blanca. Entre 1889 y 1923, prácticamente todos los años hubo entre 50 y 100 linchamientos en el Sur.
La ideología tras los linchamientos, directamente relacionada con la negación de la igualdad política y social, fue expresada con toda franqueza por Benjamin R. Tillman, gobernador de Carolina del Sur y senador, en un discurso ante el senado en 1900: 

Nosotros, los del Sur, nunca hemos reconocido el derecho del negro a gobernar sobre hombres blancos, y nunca lo haremos. Nunca hemos reconocido que sea igual que el hombre blanco, y no nos someteremos a que satisfaga su lujuria con nuestras esposas e hijas sin lincharlo.

Con frecuencia las víctimas morían a manos de pequeños grupos de vigilantes blancos a altas horas de la noche. No obstante, en ocasiones los linchamientos se convirtieron en un espectáculo de masas con un ambiente circense destinado a poner de relieve el poder de la mayoría. A menudo los linchamientos se anunciaban antes en periódicos, y se sabe que se organizaban para que los periodistas tuvieran tiempo de escribir sus artículos. Incluso los fotógrafos aprovechaban para vender fotos a los periódicos y editores de postales. Los linchamientos se solían publicitar como amenaza velada para afroamericanos y para cualquiera que incumpliera las normas sociales.
Menos del 1% de los participantes en turbas de linchamiento fueron condenados por tribunales locales. A finales del siglo XIX, los jurados de la mayoría de los estados del Sur estaban compuestos solo de blancos, porque los afroamericanos habían sido eliminados del censo electoral y solo los votantes registrados podían formar parte de un jurado. Gracias a los jurados, estos delitos rara vez iban más allá de la investigación.
Casos de este tipo también sucedían en el Norte. En 1892, un agente de policía de Port Jervis (Nueva York), intentó detener el linchamiento de un hombre negro que había sido acusado erróneamente de atacar a una mujer blanca. La muchedumbre respondió pasando la cuerda alrededor del cuello del agente para asustarlo. Aunque en la investigación el policía identificó a ocho personas que habían participado en el linchamiento, entre ellos un antiguo jefe de policía, el jurado determinó que el asesinato había sido perpetrado por «una o varias personas desconocidas»

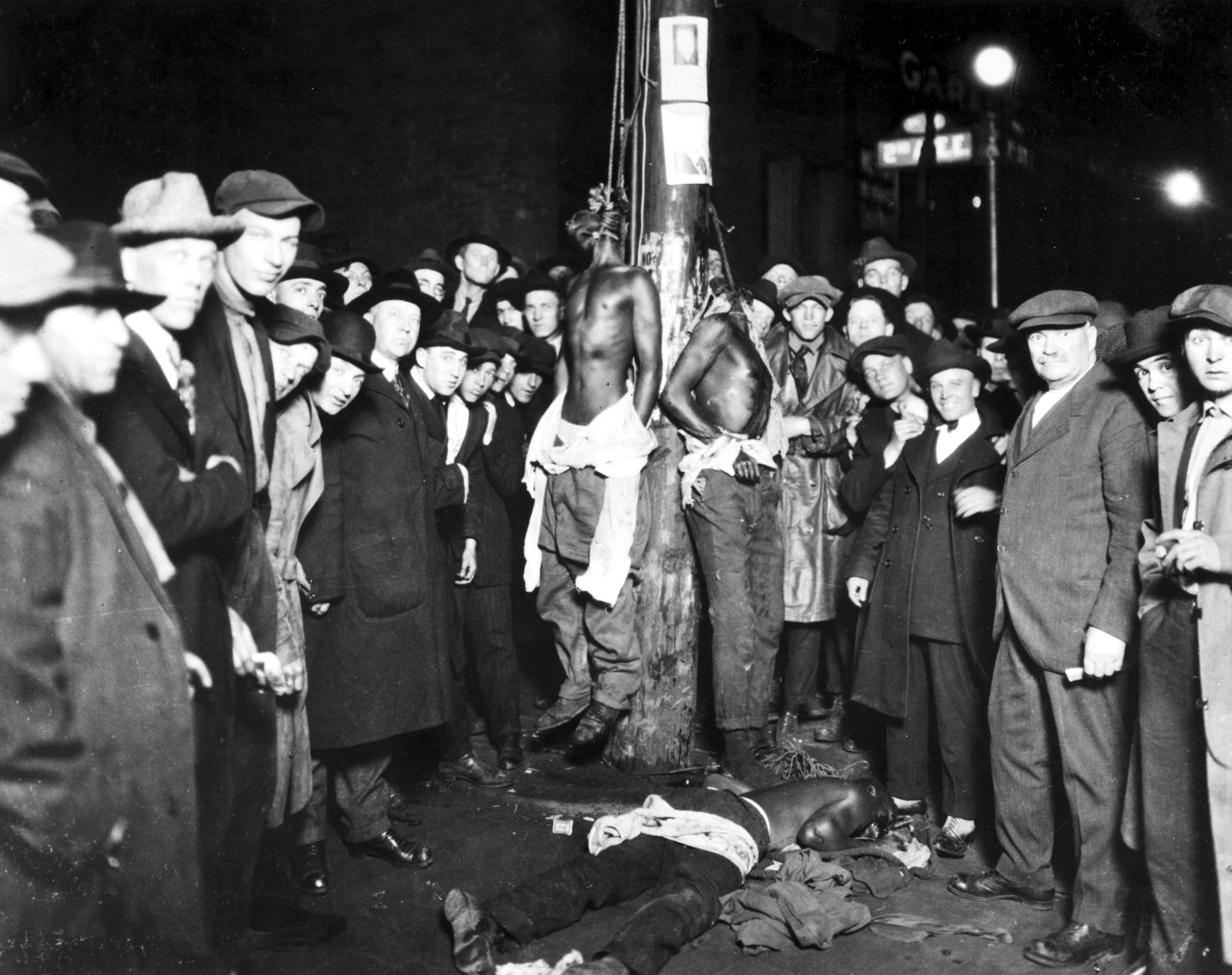
Postal que muestra los linchamientos de Duluth (Minnesota) en 1920

El 15 de junio de 1920, en Duluth (Minnesota), tres jóvenes negros trabajadores de un circo ambulante fueron linchados después de ser detenidos y acusados de violar a una mujer blanca. El examen médico no encontró pruebas de violación o agresión. El supuesto «motivo» y la acción de una multitud respondía al modelo de «patrullas comunitarias». Un libro titulado «The Lynchings in Duluth» documentó el suceso.
Aunque la retórica de los linchamientos los justificaba como forma de proteger a las mujeres blancas, las acciones surgían básicamente de los intentos por mantener la dominación en una sociedad que estaba cambiando rápidamente y del temor a estos cambios sociales. Las víctimas no eran más que chivos expiatorios de los intentos por controlar la agricultura, el trabajo y la educación, además de desastres como el del gorgojo del algodón.
Según un artículo aparecido el 2 de abril de 2002 en «Time»:

«Hubo linchamientos el estados del Medio Oeste y del Oeste, sobre todo de asiáticos, mexicanos y amerindios. Pero fue en el Sur donde el linchamiento evolucionó hasta convertirse en una institución semioficial de terror racial contra los negros. Por todos los antiguos Estados Confederados, negros sospechosos de delitos contra blancos —o incluso faltas tan leves como no apartarse al paso del coche de un blanco o protestar por un linchamiento— fueron torturados, colgados y quemados por multitudes. En el prólogo de «Without Sanctuary», el historiador Leon F. Litwack afirma que entre 1882 y 1968, al menos 4 742 afroamericanos fueron asesinados de esta manera.

A comienzos del siglo XX, los linchamientos eran un deporte fotográfico en Estados Unidos. La gente enviaba postales de linchamientos que había presenciado. Esta práctica era tan indigna que un colaborador de Time escribió en el año 2000 que «ni siquiera los nazis cayeron tan bajo como para vender recuerdos de Auschwitz, sin embargo, las escenas de linchamiento se convirtieron en un floreciente departamento de la industria de las postales. Hacia 1908, el comercio había crecido tanto, y la práctica de enviar postales de las víctimas de estos asesinatos se había hecho tan repugnante que el Director General de Correos de EE.UU. prohibió enviarlas por correo».
En «Without Sanctuary», un libro sobre postales de linchamientos coleccionadas por James Allen, el historiador Leon F. Litwack, ganador del premio Pulitzer, escribió:

«Las fotografías ponen a prueba nuestra credulidad, incluso bloquean nuestras mentes ante la extensión del horror, pero deben examinarse si queremos comprender cómo es que hombres y mujeres normales pueden vivir, participar y defender tamañas atrocidades, e incluso reinterpretarlas para no verse o no parecer incivilizados. Los hombres y mujeres que torturaron, desmembraron y asesinaron de esta forma entendían perfectamente lo que estaban haciendo y se consideraban seres humanos totalmente normales. Algunos tuvieron escrúpulos éticos sobre sus acciones. Esto no fue un estallido de locos o bárbaros incontrolados, sino el triunfo de un sistema de creencias que definía a unas personas como menos humanas que otras. Para las mujeres y hombres que componían estas muchedumbres, como para los que permanecieron silenciosos e indiferentes o los que aportaron explicaciones científicas o intelectuales, este era el más alto idealismo al servicio de su raza. Solo hay que ver las expresiones de autosatisfacción en sus caras mientras posan debajo de negros colgando de una cuerda o al lado de sus restos calcinados de un negro al que han quemado vivo. Lo más inquietante de estas escenas es el descubrimiento de que los perpetradores de estos delitos eran personas ordinarias, no muy diferentes de nosotros: comerciantes, agricultores, obreros, operadores de máquinas, maestros, médicos, abogados, policías, estudiantes; eran hombres y mujeres de familia, buenas gentes de iglesia que llegaron a creer que poner a los negros en su lugar era algo similar a un control de plagas, una forma de combatir una epidemia o un virus que si no se mantenía a raya podía ser perjudicial para la salud y la seguridad de la comunidad».

### Resistencia
Los afroamericanos emergieron de la Guerra Civil con suficiente experiencia y altura política para resistir los ataques, pero su exclusión del censo electoral y la merma de sus derechos civiles a finales del siglo XIX los expulsó del sistema político y del judicial en varias formas. Las organizaciones reivindicativas reunieron estadísticas y publicaron las atrocidades, además de trabajar a favor de la aplicación de los derechos civiles y de la ley federal contra los linchamientos. Desde principios del siglo XIX, el Chicago Tribune reeditó relatos de linchamientos de otros periódicos, y publicó estadísticas anuales que se han convertido en la mayor fuente de compilaciones utilizadas por el Instituto Tuskegee para documentar los linchamientos, una práctica que continuó hasta 1968.
En 1892, la periodista Ida B. Wells quedó horrorizada cuando tres amigos de Memphis (Tennessee) fueron linchados porque su colmado competía con éxito con una tienda propiedad de un blanco. Escandalizada, Wells-Barnett comenzó una campaña global contra los linchamientos que concienció sobre estos asesinatos. Como resultado de sus esfuerzos, las mujeres negras de EE. UU. se involucraron en la cruzada antilinchamientos, con frecuencia formando clubs que recaudaban dinero para divulgar los abusos. Cuando se formó la Asociación Nacional para el Progreso de las Personas de Color (NAACP) en 1909, Wells pasó a formar parte de su directiva multirracial y siguió con sus actividades contra los linchamientos. La NAAC comenzó a publicar estadísticas de linchamientos en su oficina de la ciudad de Nueva York.
En 1903, el escritor Charles Waddell Chesnutt publicó el artículo «The Disfranchisement of the Negro», en el que detallaba los abusos contra los derechos civiles y la necesidad de un cambio en el Sur. Numerosos escritores apelaron al público culto.
En 1904, Mary Church Terrell, la primera presidenta de la National Association of Colored Women publicó un artículo en la influyente revista North American Review en respuesta al sureño Thomas Nelson Page. En el artículo, Terrell analizaba y refutaba con datos el intento de justificar los linchamientos como respuesta a las agresiones de hombre negros a mujeres blancas.  Terrell expuso cómo los defensores del linchamiento como Page intentaban racionalizar lo que no eran más que acciones violentas de una muchedumbre que rara ver respondían a agresiones reales.

### La Gran Migración
En lo que se ha considerado una forma de resistencia, miles de afroamericanos abandonaron el Sur cada año —sobre todo entre 1910 y 1940— buscando empleo y una vida mejor en las ciudades industriales del norte y del medio oeste, en un movimiento que se ha denominado la Gran Migración Negra.  Más de 1,5 millones de personas se dirigieron al Norte durante esta fase de la Gran Migración. Rechazaban vivir bajo las reglas de la segregación y la continua amenaza de violencia, y muchos de ellos consiguieron una educación y un mejor futuro para ellos y sus hijos, adaptándose a las condiciones drásticamente distintas de las ciudades industriales. Las empresas del norte, como el ferrocarril de Pensilvania, y las industrias ganaderas y agropecuarias de Chicago y Omaha contrataban mucha mano de obra del Sur. Por ejemplo, en 1923, el ferrocarril de Pensilvania dio trabajo a 10 000 negros de Florida y Georgia para trabajar en sus almacenes y sus vías.

### Acciones federales limitadas por elSolid South

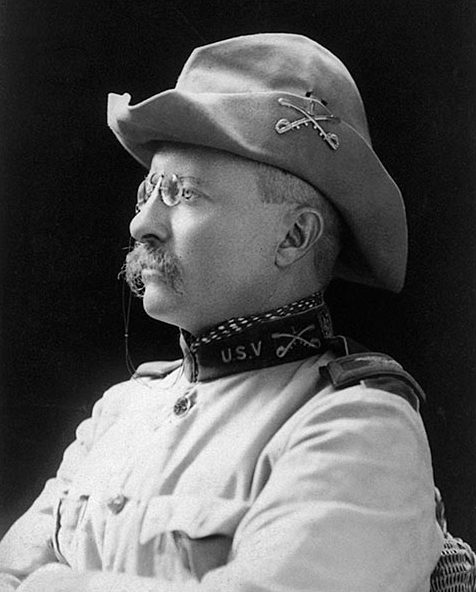
El presidente Theodore Roosevelt, político de marcadas ideas contra los linchamientos

En 1903, el presidente Theodore Roosevelt hizo varias declaraciones públicas contra el linchamiento, tras el asesinato de George White en Delaware y en su sexto discurso sobre el Estado de la Unión el 4 de diciembre de 1906. Cuando Roosevelt insinuó que se producían linchamientos en Filipinas, los senadores sureños (todos demócratas blancos) mostraron su poder ejerciendo el Filibusterismo (obstrucción parlamentaria) sobre la revisión del «proyecto de ley filipina» en 1902. En 1903 Roosevelt se abstuvo de hacer comentarios sobre los linchamientos durante sus campañas políticas en el Sur.
A pesar de los temores expresados por algunos congresistas del norte, el Congreso no despojó al Sur de escaños cuando los estados excluyeron a los votantes negros. El resultado fue el Sur Compacto: como el número de representantes estaba basado en su población total, el poder de los demócratas blancos sureños prácticamente se dobló cuando se excluyó a los negros. Ganaron antigüedad y el control de importantes comités.
Roosevelt publicó una carta que escribió al gobernador Winfield T. Durbin de Indiana, en la que decía:

Mi querido gobernador Durbin (...) permítame agradecerle, como ciudadano americano, la forma admirable en la que ha defendido la majestad de la Ley con su reciente acción en referencia a los linchamientos (...) Cualquier hombre consciente (…) tiene que sentirse alarmado por el aumento de los linchamientos en este país, y especialmente por las formas particularmente horrendas que tan a menudo toma la violencia de las muchedumbres cuando las víctimas son de color —ocasiones en las que la turba parece dar más importancia no al crimen, sino al color del criminal (…) Existen imágenes espeluznantes que una vez vistas nunca pueden borrarse completamente de la retina mental. El mero hecho de haberlas visto es en sí una degradación (…) Cualquier persona, en cualquier parte del país, que haya tomado parte alguna vez en la muerte ilícita de un criminal por la espantosa tortura del fuego debe haber tenido para siempre el horrible espectáculo de su propia obra grabada a fuego en su cerebro y en su alma. Nunca podrá ser el mismo

Durbin había utilizado con éxito la Guardia Nacional para dispersar una horda de linchamiento. Durbin declaró públicamente que el acusado de asesinato —un afroamericano— tenía derecho a un juicio justo. Los esfuerzos de Roosevelt le costaron el apoyo político de algunos blancos, sobre todo en el Sur. Además, se multiplicaron las amenazas contra él hasta el punto que los servicios secretos aumentaron el número de guardaespaldas que tenía asignados.

## De la I a la II Guerra Mundial

### La Resistencia
Los escritores afroamericanos utilizaron su talento de distintas formas para dar relevancia y protestar contra los linchamientos. En 1914, Angelina Weld Grimké ya había escrito su obra «Rachel», en la que trataba la violencia racial, y que se llevó a los escenarios en 1916. En 1915, W. E. B. Du Bois, destacado académico y líder de la recién formada NAACP, pidió más obras de autores negros.
Este llamamiento obtuvo una gran respuesta por parte de las dramaturgas afroamericanas. En esa época se escribieron diez de las catorce obras contra los linchamientos que se produjeron entre 1916 y 1935. La NAACP puso en marcha un comité teatral para incentivar este tipo de trabajos. Además, la Universidad Howard, líder histórico en número de estudiantes negros, instituyó en 1920 un departamento de teatro para estimular a los dramaturgos afroamericanos. A partir de 1924, las principales publicaciones de la NAACP, «Crisis» y «Opportunity» patrocinaron concursos para premiar la producción de literatura negra.

### El nuevo Klan

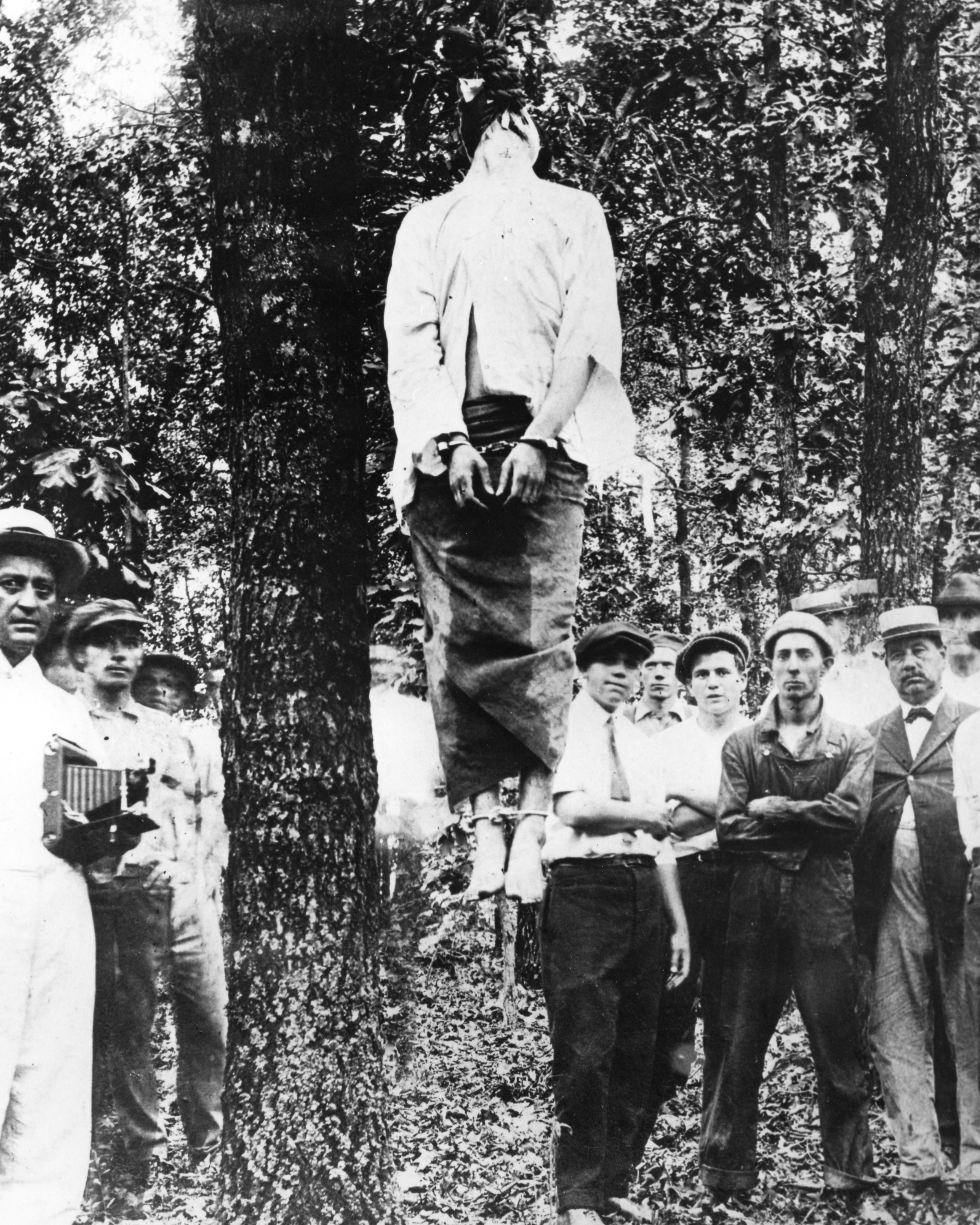
Linchamiento de Leo Frank en Marietta (Georgia) el 17 de agosto de 1915

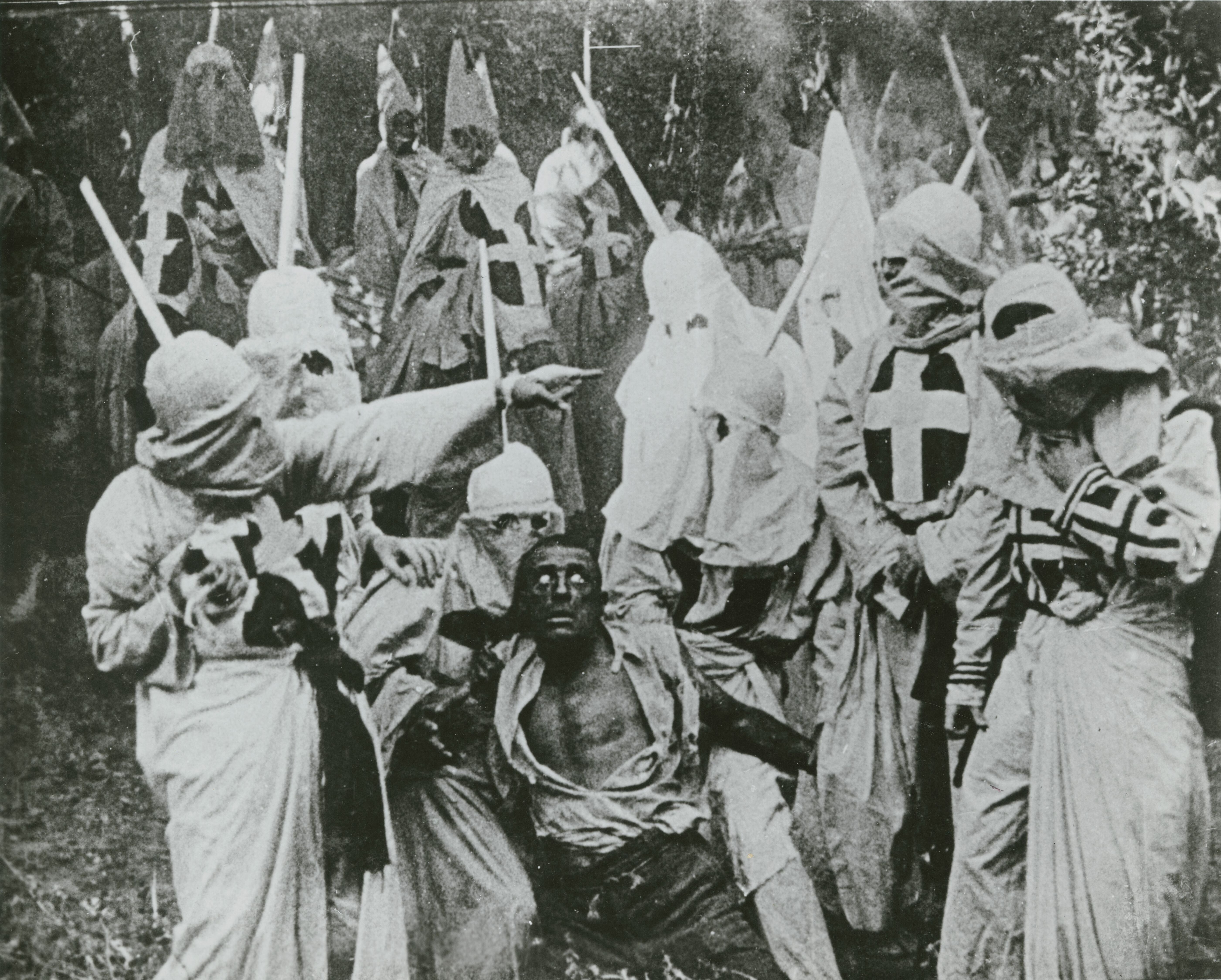
Escena de la película de 1915 El nacimiento de una nación en la que Gus, personaje afroamericano interpretado por el actor blanco Walter Long pintado de negro, está a punto de morir a manos del Ku Klux Klan

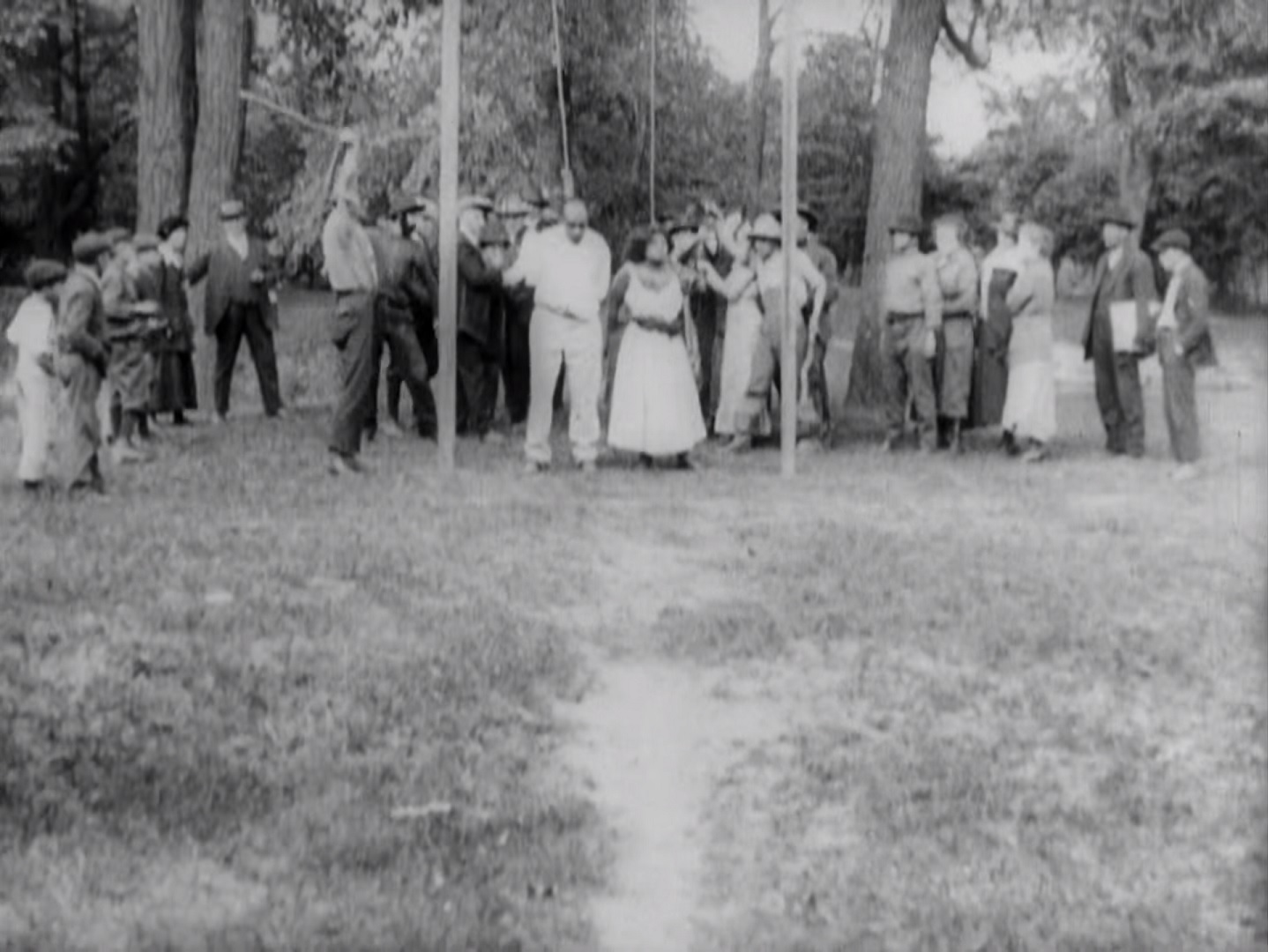
Escena del linchamiento de Jasper Landry y su esposa en la película de 1919 Within Our Gates

En 1915, tres sucesos resaltaron las tensiones raciales y sociales: el juicio y linchamiento de Leo Frank, el estreno de la película El nacimiento de una nación y el resurgimiento del Ku Klux Klan.
El Klan renació y creció a causa de la ansiedad y los temores que el veloz ritmo de los cambios inspiraba en los blancos. Los emigrantes rurales blancos y negros se trasladaban a las ciudades sureñas, en rápido proceso de industrialización. Muchos sureños tanto negros como blancos se dirigieron también al Norte en la  Gran Migración, aumentando la ya ingente inmigración del sur y el este de Europa a las principales ciudades industriales del Oeste y el Medio Oeste. El Klan creció rápidamente y entre 1910 y 1930 adquirió poder y popularidad en las ciudades con mayor ritmo de crecimiento, como Atlanta (Georgia), Birmingham (Alabama), Dallas (Texas), Detroit (Míchigan), Indianápolis (Indiana), Chicago (Illinois), Portland (Oregón) y Denver (Colorado). Alcanzó su máximo número de miembros e influencia alrededor de 1925. En algunas ciudades, la publicación de los nombres de miembros del Klan disuadió a muchos de ellos, hasta el punto de reducir drásticamente su número.
El asesinato en 1915 cerca de Atlanta (Georgia) de Leo Frank, judío americano director de una fábrica, adquirió gran resonancia. Al principio, los relatos de los periódicos sensacionalistas hicieron que la ira popular se concentrase en Frank, declarado culpable del asesinato de Mary Phagan, una joven empleada en su fábrica. Frank fue condenado después de un juicio plagado de defectos en Georgia, y sus apelaciones fueron desestimadas. El magistrado Oliver Wendell Holmes, del Tribunal Supremo de EE. UU., condenó la intimidación del jurado, que impidió la celebración de un proceso legal justo. Cuanto el gobernador conmutó la pena de muerte impuesta a Frank por cadena perpetua, una turba autodenominada «Caballeros de Mary Phagan» lo sacó de la prisión de Milledgeville (Georgia) y lo linchó.
Tom Watson, político y editor de Georgia, realizó una intencionada cobertura sensacionalista del juicio de Frank para aumentar su propio poder. Manipulando los temores de la gente, creó el clima necesario para el renacimiento del Ku Klux Klan. Este nuevo Klan, que se presentó en 1915 con una reunión en la cima de una montaña cerca de Atlanta, estaba compuesto sobre todo por miembros de los Caballeros de Mary Phagan. La película de 1915 El nacimiento de una nación, de D. W. Griffith, que glorificaba el Klan original, consiguió mucha publicidad.

### Resistencia continua
La NAACP puso en marcha una vigorosa campaña nacional de protestas e información pública contra la película El nacimiento de una nación. Como resultado, algunos ayuntamientos prohibieron su exhibición. Por otra parte, la NAACP publicitó la producción y estreno en 1919 de las películas The Birth of a Race y Within Our Gates, dirigidas por afroamericanos, que presentaban una imagen más positiva de los negros.
El 1 de abril de 1918, el congresista Leonidas C. Dyer, de San Luis (Misuri), presentó el proyecto de ley Dyer contra los linchamientos ante la Cámara de Representantes. A Dyer le preocupaba el aumento de los linchamientos y la falta de respeto por la ley que mostraban las turbas violentas en el Sur. La ley convertía al linchamiento en un delito federal, y los que participaban en él serían procesados por las autoridades federales.
En 1920, la comunidad negra consiguió hacer realidad su prioridad más importante en la plataforma del Partido Republicano durante la convención nacional: el apoyo a la ley contra los linchamientos. La comunidad negra había apoyado a Warren G. Harding en las elecciones, pero estaba decepcionada por la lentitud con que su administración trataba esa ley.
Dyer revisó su borrador y lo volvió a presentar ante la Cámara en 1920, que lo aprobó el 22 de enero de 1922 respondiendo a la «insistente demanda de todo el país». El borrador obtuvo buenos informes del Comité Judicial del Senado. En el Senado se retrasó su curso, y terminó por ser desestimado en diciembre a causa del bloqueo ejercido por los demócratas del Sur compacto. En 1923, Dyer realizó una gira por los estados del oeste y medio oeste para difundir el problema de los linchamientos en el Sur y buscar apoyos para la ley federal. El lema de Dyer era «Solo hemos empezado a luchar», y ayudó a obtener más apoyos nacionales. Su proyecto de ley fue rechazado aún dos veces más en el Senado por bloqueos de los demócratas sureños. Los republicanos fueron incapaces de aprobar la ley en los años 20.
La resistencia afroamericana al linchamiento conllevaba grandes riesgos. En 1921, en Tulsa (Oklahoma), un grupo de ciudadanos negros intentaron evitar que una turba de linchamiento sacara de prisión a Dick Rowland, sospechoso de agresión de 19 años. En una escaramuza entre un blanco y un negro armado, el hombre blanco resultó muerto. Los blancos contraatacaron provocando una revuelta durante la que incendiaron 1 256 casas y al menos 200 negocios en el barrio segregado de Greenwood, destruyendo lo que había sido una próspera zona. Se confirmaron 39 muertes: 26 negros y 13 blancos, aunque investigaciones recientes sugieren que el número de afroamericanos muertos podría ser mucho mayor. Rowland se salvó y fue posteriormente exonerado de los cargos.
Las crecientes redes de clubes de mujeres afroamericanas fueron esenciales a la hora de recaudar fondos para apoyar las campañas de concienciación y presión de la NAACP. También se crearon organizaciones comunitarias. En 1922, Mary Talbert encabezó la cruzada contra el linchamiento creando un movimiento femenino, afiliado a la NAACP, que organizó una campaña en varios frentes: peticiones, cartas a los periódicos, artículos, pósteres, presiones en el Congreso y marchas para protestar contra los abusos ocurridos en el Sur y mantener el tema vivo en la opinión pública.
Aunque el segundo KKK creció rápidamente en ciudades sometidas a cambios importantes y consiguió cierto poder político, muchos líderes estatales y municipales, entre ellos religiosos como Reinhold Niebuhr en Detroit, se posicionaron firmemente en contra y expresaron su rechazo a la organización. Algunos grupos contrarios al Klan publicaron los nombres de algunos de sus miembros, lo que redujo inmediatamente la arrogancia de sus actividades. Como resultado, en muchas zonas, el número de miembros y agrupaciones del KKK entraron en un rápido declive a partir de 1925.
En 1930, un gran número de mujeres blancas del Sur respondió al llamamiento de Jessie Daniel Ames formando la Asociación de Mujeres Sureñas para la Prevención de los Linchamientos. Ames y sus cofundadoras consiguieron 40 000 firmas en su petición contra los linchamientos y a favor de un cambio en el Sur, que recogía esta declaración:

A la luz de los hechos, no osamos seguir (…) permitiendo que aquellos llevados por el salvajismo y la venganza personal cometan actos de violencia contrarios a la ley en nombre de las mujeres.

A pesar de las amenazas físicas y la oposición hostil, las líderes insistieron con las peticiones, campañas de correo, reuniones y manifestaciones para dar relevancia a los problemas. En los años 30, el número de linchamientos había caído a unos 10 anuales en los estados sureños.
En la década de los 30, varias organizaciones comunistas, entre ellas una agrupación de defensa legal denominada Defensa Internacional del Trabajo (ILD), se unieron para apoyar la eliminación del linchamiento. La ILD defendió a los chicos de Scottsboro, así como a tres hombres negros acusados de violación en Tuscaloosa (Alabama) en 1933. En este último caso, dos acusados fueron linchados en circunstancias que hacían pensar en que hubo complicidad policial. Los abogados de la ILD escaparon al linchamiento por muy poco. Muchos sureños se sentían agraviados por lo que consideraron una «interferencia» en los asuntos locales. Según uno de los investigadores, un blanco de Tuscaloosa dijo: «Lo único que faltaba eran judíos de Nueva York entrometiéndose y propagando ideas comunistas».

### Acción federal y resistencia sureña
En 1932, activistas contra el linchamiento como Mary McLeod Bethune y Walter Francis White hicieron campaña a favor del candidato presidencial Franklin D. Roosevelt, esperando que apoyase públicamente sus esfuerzos. En 1934, los senadores Robert F. Wagner y Edward P. Costigan elaboraron el borrador de la ley Costigan-Wagner, que exigía que las autoridades locales protegieran a los prisioneros de las turbas de linchamiento. Al igual que la ley Dyer, convertía el linchamiento en un delito federal con el fin de apartarlo de las administraciones estatales.
Los senadores del Sur mantuvieron su control del Congreso. A causa de la exclusión del censo electoral impuesta por los Demócratas a los afroamericanos en el Sur a principios del siglo XX, durante décadas los blancos del Sur tuvieron prácticamente el doble de representantes en el Congreso que los que corresponderían a su propia población. La representación en el congreso de los estados del sur respondía a su población total, pero solo los blancos podían votar y por tanto solo se elegía a blancos. Gracias a la antigüedad alcanzada por medio del sistema monopartidista en la región, los demócratas del Sur llegaron a controlar muchos comités importantes en ambas cámaras, y se opusieron sistemáticamente a cualquier legislación que amenazara con situar el linchamiento en la esfera federal. Como resultado, los demócratas blancos del Sur tuvieron un formidable poder en el Congreso hasta los años 60 del siglo XX.
En la década de los 30, prácticamente todos los senadores del Sur bloquearon la proposición de ley Wagner-Costigan, impidiendo que se votase. Algunos senadores republicanos, como el conservador William Borah, de Idaho, se opuso a la ley por razones constitucionales, considerando que vulneraba la Soberanía nacional. Ya en los años 30, Borah siguió oponiéndose porque pensaba que las condiciones sociales habían cambiado y la ley ya no era tan necesaria. Habló largo y tendido contra la ley en 1935 y 1938. En 1934 hubo 15 linchamientos de afroamericanos, 21 en 1935, 8 en 1936 y 2 en 1939.
Un linchamiento en Fort Lauderdale (Florida) cambió el clima político en Washington. El 19 de julio de 1935, Rubin Stacy, un agricultor afroamericano arruinado, iba pidiendo comida por las casas. Ante las quejas de los vecinos, la policía lo detuvo. Mientras estaba detenido, una muchedumbre lo sacó de la cárcel y lo asesinó. Aunque las caras de sus asesinos podían verse en una foto tomada en el lugar del linchamiento, el estado no procesó a nadie por la muerte de Rubin Stacy.
La muerte de Stacy galvanizó a los activistas contra el linchamiento, pero el presidente Roosevelt no apoyó la ley que lo convertía en delito federal. El presidente temía que este apoyo le costara muchos votos del Sur en las elecciones presidenciales de 1936.
En 1939, Roosevelt creó la División de Derechos Civiles del ministerio de Justicia, que inició procesos para combatir los linchamientos, pero no consiguió ninguna condena hasta 1946.

## De la II Guerra Mundial a la actualidad

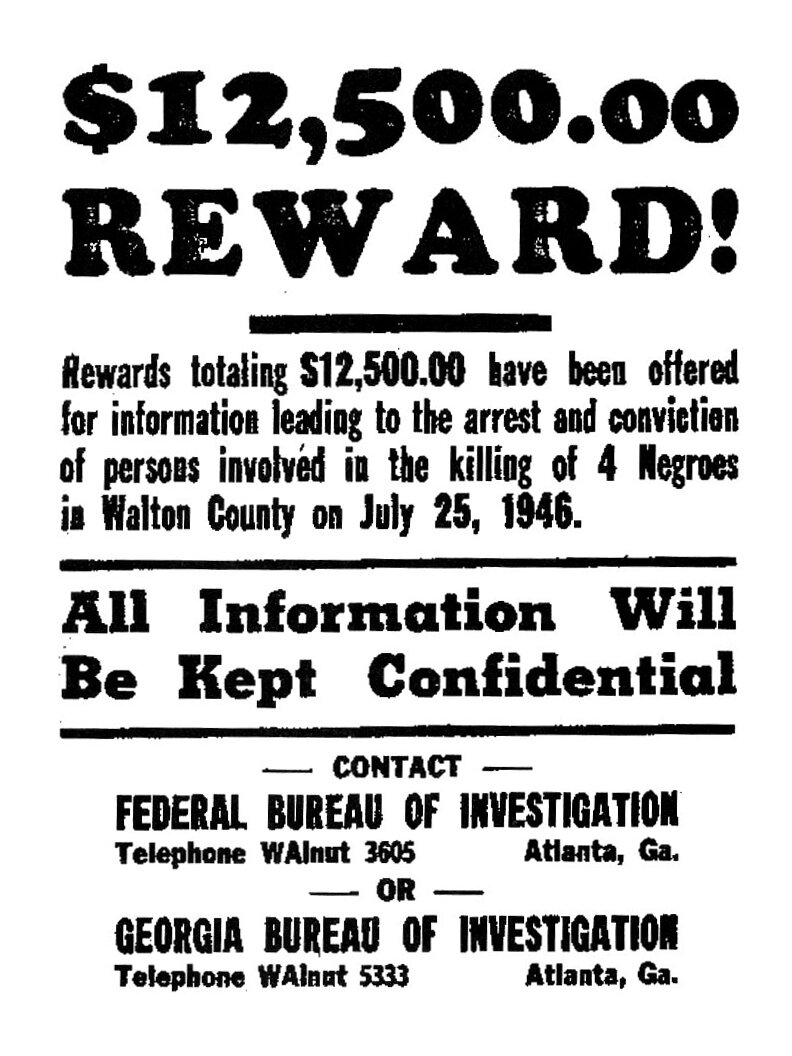
Póster del FBI que pide al público información sobre los linchamientos sucedidos en 1946 en Moore's Ford Bridge (Georgia)

### Segunda Gran Migración
La industrialización previa a la II Guerra Mundial funcionó como factor «palanca» para la segunda fase de la Gran Migración, que comenzó en 1940 y se prolongó hasta 1970. En total, en la primera mitad del siglo XX, 6,5 millones de afroamericanos emigraron de los estados del Sur para dejar atrás problemas como los linchamientos y la segregación, mejorar sus vidas y dar una mejor educación a sus hijos. A diferencia de la primera fase, compuesta sobre todo de obreros agrícolas, la segunda oleada estaba formada por trabajadores más cualificados con sus familias, procedentes del ámbito urbano. En esta migración, muchos se dirigieron desde Luisiana, Misisipi y Texas a California, además de a las ciudades del norte y el medio oeste, donde la industria del armamento contrató a miles de obreros para cubrir trabajos especializados y mejor pagados. Se asentaron en Los Ángeles, San Francisco y Oakland.

### Acción federal
En 1946, La Sección de Derechos Civiles del ministerio de Justicia consiguió su primera sentencia bajo las leyes federales contra un participante en un linchamiento. El agente de policía de Florida Tom Crews fue condenado a un año de prisión y a una multa de 1 000 dólares por violación de los derechos civiles en el asesinato de un trabajador agrícola afroamericano.
En 1946, una muchedumbre de hombres blancos mató a tiros a dos parejas de jóvenes negros cerca de Moore's Ford Bridge, en el Condado de Walton (Georgia), a 60 millas al este de Atlanta. Este linchamiento de cuatro jóvenes aparceros, uno de ellos veterano de la II Guerra Mundial, escandalizó al país. El ataque fue decisivo para que el presidente Harry S. Truman convirtiera a los derechos civiles en una prioridad de su administración. Aunque el FBI investigó el crimen, no se pudo instruir un proceso. Fue el último linchamiento documentado de varias personas.
En 1947, la administración Truman publicó un informe titulado «Asegurar estos derechos» que defendía convertir el linchamiento en un delito federal, abolir los impuestos sobre el voto y otras reformas de los derechos civiles. El bloque democrático de senadores y congresistas del Sur siguió obstruyendo los intentos de aprobar una legislación federal.
En la década de los 40, el Klan criticó abiertamente a Truman por sus esfuerzos por promover los derechos civiles. Los historiadores posteriores han documentado que Truman hizo un breve intento en su juventud de unirse al Klan en 1924, cuando su influencia social se encontraba en su apogeo, promocionándose como una fraternidad. Cuando un oficial del Klan pidió a Truman que se comprometiera a no contratar a ningún católico si era reelegido juez del condado, Truman se negó. Conocía personalmente su valía desde la I Guerra Mundial. Le devolvieron la tasa de inscripción y nunca se unió al KKK.

### Linchamientos en la Guerra Fría
Con el inicio de la Guerra Fría después de la II Guerra Mundial, la Unión Soviética criticó a los Estados Unidos por la frecuencia de los linchamientos de negros. En una reunión con el presidente Harry Truman en 1946, Paul Robeson le urgió a que emprendiera acciones contra los linchamientos. En 1951, Paul Robeson y el Congreso de Derechos Civiles realizaron una presentación titulada «We Charge Genocide» ante las Naciones Unidas. En ella acusaban al gobierno de EE. UU. de ser culpable de genocidio según el artículo II de la Convención para la Prevención y la Sanción del Delito de Genocidio por no haber actuado contra los linchamientos. La ONU no emprendió ninguna acción.
En los años posteriores a la Guerra Fría, al FBI le preocupaban más las posibles conexiones comunistas entre los grupos contrarios al linchamiento que los propios linchamientos. Por ejemplo, el FBI tildó de simpatizante comunista a Albert Einstein por unirse a la «Cruzada Americana Contra el Linchamiento». J. Edgar Hoover, director del FBI durante varias décadas, sentía un especial temor a los efectos que pudiera tener el comunismo en EE. UU. Concentró más atención en la investigación de las posibles conexiones comunistas de los grupos de derechos civiles que en las actividades del Ku Klux Klan contra los miembros de esos grupos y otras personas inocentes.

### Movimiento por los Derechos Civiles
Al empezar la década de los 50, el Movimiento por los derechos civiles iba ganando fuerza. La NAACP incrementó su número de miembros en todo el país. En 1954, la NAACP consiguió una significativa victoria cuando el Tribunal Supremo de EE. UU. dictó que la educación segregada era inconstitucional. Un linchamiento que provocó la indignación pública en 1955 fue el de Emmett Till, un chico de 14 años de Chicago, que pasaba el verano con unos parientes en Money (Misisipi). Till fue asesinado supuestamente por silbarle a una mujer blanca. Recibió una brutal paliza, le sacaron un ojo y le dispararon en la cabeza antes de tirarlo al río Tallahatchie, con una desmotadora de algodón de 32 kg atada al cuello con alambre de espino. Su madre insistió en celebrar un funeral público con el ataúd abierto, para que la gente viera hasta qué punto había sido desfigurado su cuerpo. Por todo el país circularon fotografías que provocaron una intensa reacción popular. Los estadounidenses quedaron horrorizados de que un chico pudiera morir asesinado por un incidente tan leve. El estado de Misisipi juzgó a dos personas que fueron absueltas rápidamente.
En los años 60, el Movimiento de Derechos Civiles atrajo a estudiantes de todo el país al Sur a trabajar en el censo electoral y otros temas. La intervención de forasteros y la amenaza del cambio social hizo surgir temores y animadversión en muchos blancos. En junio de 1964 desaparecieron tres activistas por los derechos civiles en el Condado de Neshoba (Misisipi). Estaban investigando el incendio provocado de una iglesia negra que se utilizaba como escuela libre. Seis semanas después, se encontraron sus cuerpos en un embalse a medio construir cerca de Philadelphia (Misisipi). Michael Schwerner y Andrew Goodman de Nueva York y James Chaney de Meridian (Misisipi) eran miembros del Congreso de Igualdad Racial, y se dedicaban a realizar acciones no violentas contra la discriminación racial.
Estados Unidos procesó a 18 hombres por conspirar con el Ku Klux Klan para despojar a las víctimas de sus derechos civiles bajo la ley federal del siglo XIX. De esta forma se trasladaban los juicios a un tribunal federal. Siete hombres fueron condenados, pero recibieron sentencias leves, dos fueron puestos en libertad por bloqueo del jurado y el restante fue declarado inocente. En 2005, el estado de Misisipi volvió a juzgar al anciano de 80 años Edgar Ray Killen, uno de los liberados, que fue declarado culpable de tres delitos de homicidio y sentenciado a 60 años de prisión.
La hostilidad de J. Edgar Hoover y otros al movimiento por los derechos civiles hizo que algunos agentes del FBI recurrieran a mentir abiertamente para difundir calumnias sobre activistas de los derechos civiles y otros opositores al linchamiento. Por ejemplo, el FBI dio falsas informaciones a la prensa sobre Viola Liuzzo, víctima de linchamiento en 1965 en Alabama. El FBI dijo que Liuzzo era miembro del Partido Comunista, que había abandonado a sus cinco hijos y que tenía relaciones sexuales con afroamericanos del movimiento.

### Después del Movimiento de los derechos civiles
Entre 1882 y 1968, … se presentaron en el congreso casi 200 proyectos de ley contra el linchamiento, y tres llegaron a la Cámara. Siete presidentes entre 1890 y 1952 pidieron al Congreso que aprobara una ley federal". El Senado no aprobó ninguna ley a causa de la poderosa oposición del bloque demócrata del Sur.
Aunque el número de linchamientos se había reducido tras el movimiento de derechos civiles y los cambios en los valores tradicionales, seguían produciéndose. Aún hoy hay quien argumenta que el linchamiento sigue existiendo como una práctica enmascarada por la brutalidad policial y los vigilantismos menos notorios. En 1981, dos miembros del KKK de Alabama eligieron un joven negro de 19 años al azar, Michael Donald, y lo asesinaron para vengarse de la absolución de un hombre negro acusado de asesinar a un policía. Los miembros del Klan fueron detenidos, juzgados y condenados. La indemnización de 7 millones de dólares impuesta al Klan tras una demanda civil provocó la quiebra económica del grupo local, el United Klans of America.
En 1998, Shawn Allen Berry, Lawrence Russel Brewer y el exconvicto John William King asesinaron a James Byrd, Jr., de 49 años y padre de tres hijos, en Jasper (Texas). Byrd había aceptado viajar a casa con los tres hombres, que le atacaron y lo asesinaron en la parte trasera de su camión. Los asesinos arrojaron los restos mutilados de su víctima en el cementerio negro segregado de la ciudad y después se fueron a una barbacoa. Las autoridades locales consideraron inmediatamente este asesinato como un delito de odio y pidieron ayuda al FBI. Los asesinos (dos de los cuales resultaron ser miembros de una banda carcelaria de supremacía blanca) fueron detenidos y procesados. Brewer y King fueron sentenciados a muerte y Berry a cadena perpetua.
El 13 de junio de 2005, el Senado de los Estados Unidos se disculpó oficialmente por su incapacidad de aprobar una ley federal contra los linchamientos a principios del siglo XX, «cuando era más necesaria». Todos los proyectos de ley de este tipo que superaron la Cámara fueron rechazadas por el bloqueo de los poderosos senadores demócratas del Sur. Antes de votar, Mary Landrieu, senadora por Luisiana, señaló: «No debe de haber ninguna otra injusticia en la historia americana por la que el Senado sea tan exclusivamente responsable». La resolución fue aprobada por aclamación con el patrocinio conjunto de 80 senadores. Esta resolución expresa «la más profunda simpatía y el más solemne arrepentimiento del senado hacia los descendientes de las víctimas de linchamientos, cuyos ancestros fueron despojados de su vida, de su dignidad humana y de la protección constitucional a la que tienen derecho todos los ciudadanos de los Estados Unidos».

## Estadísticas
Las estadísticas de linchamientos provienen de tres fuentes, ninguna de las cuales cubre por completo este periodo de la historia de Estados Unidos. No hay estadísticas fiables anteriores a 1882, cuando el Chicago Tribune comenzó a registrar sistemáticamente los linchamientos. Después, en 1892, el Instituto Tuskegee comenzó la recopilación y clasificación de las estadísticas sobre linchamientos, sobre todo a partir de informaciones de prensa. Finalmente, en 1912, la Asociación Nacional para el Progreso de las Personas de Color comenzó un registro independiente. El número de linchamientos varía ligeramente de una fuente a otra, siendo las cifras del Instituto Tuskegee «conservadoras» según algunos historiadores.
El Instituto Tuskegee, hoy Universidad Tuskegee, ha definido las condiciones que constituyen un linchamiento reconocido:

«debe haber evidencia legal de que una persona fue 'asesinada'. Dicha persona debe haber encontrado la muerte de forma 'ilegal'. Un grupo de 'tres o más personas' debe haber participado en el asesinato. El grupo debe haber actuado bajo 'pretexto de servir a la justicia, raza o tradición'».

Tuskegee sigue siendo la fuente única más completa de estadísticas y registros de este delito desde 1882. Hasta 1959, año en que se publicó su último informe anual de linchamientos, habían muerto un total de 4 733 personas por linchamiento desde 1882. Citando el informe,

«Excepto en 1955, en que se registraron tres linchamientos en Misisipi, no se ha conocido ninguno en Tuskegee desde 1951. En 1945, 1947 y 1951, solo hubo un caso por año. El caso más reciente conocido por el instituto fue el linchamiento de Emmett Till, de 14 años, un negro al que golpearon, mataron de un disparo y arrojaron a un río en Greenwood (Misisipi) el 28 de agosto de 1955 (…) Durante un periodo de 65 años hasta 1947, se registró al menos un linchamiento por año. El año más letal fue 1892, con 231 linchamientos. De 1882 a 1901, el promedio es superior a los 150 linchamientos por año. Desde 1924, se produce un marcado descenso en su número, no siendo ningún año superior a 30, que fue el número de casos sucedidos en 1926 (...)».

Los opositores a la legislación solían decir que los linchamientos evitaban asesinatos y violaciones. Como documentó Ida B. Wells, existían acusaciones o rumores de violación en menos de un tercio de los linchamientos: estos cargos eran a menudo pretextos para linchar negros que infringían las leyes de Jim Crow o hacían la competencia comercial a los blancos. Otras razones habituales fueron incendio, robo, agresión y atracos, transgresiones sexuales (mestizaje, adulterio, cohabitación), prejuicios raciales, odio racial, disturbios raciales, delación, amenazas a blancos y violaciones de los límites del color (salir con una chica blanca, hacer proposiciones a una mujer blanca).
El método de Tuskegee para clasificar a la mayoría de las víctimas de linchamiento como blancas o negras en publicaciones y sumarios de datos oscurece los asesinatos de miembros de ciertos grupos minoritarios e inmigrantes. Por ejemplo, en el Oeste, los mexicanos, amerindios y chinos fueron víctimas de linchamientos más a menudo que los afroamericanos, pero sus muertes se suman a las de blancos. De forma similar, aunque la violencia en Luisiana se centró en los inmigrantes italianos cuando comenzaron a llegar en gran número, sus muertes no se catalogaban separadas de las de blancos. En años anteriores, los blancos víctimas de linchamiento solían ser sospechosos de actividades políticas o de apoyar a los libertos, pero en general estaban considerados miembros de la comunidad, a diferencia de los inmigrantes.

## Representación en la cultura popular

### Literatura y cine
- El virginiano de Owen Wister, influyente novela de 1902, perteneciente al género del oeste, que trata la guerra del Condado de Johnson y los linchamientos de la frontera.
- Rachel, de Angelina Weld Grimké (1914) fue la primera obra de teatro sobre la violencia racial dirigida contra las familias afroamericanas. Se llevó a los escenarios en 1916.
- Tras el éxito comercial y de crítica de la película El nacimiento de una nación (1915), de D.W. Griffith, que glorificaba al Ku Klux Klan y su violencia durante la época de la Reconstrucción, el director afroamericano Oscar Micheaux respondió en 1919 con la película Within Our Gates. El clímax de la película es el linchamiento de una familia negra después de que uno de sus miembros sea erróneamente acusado de asesinato. La película fue un fracaso comercial, pero está considerada históricamente significativa y fue seleccionada para su preservación en el Registro Nacional de Cine.
- Climbing Jacob's Ladder, obra de Regina M. Anderson, versa sobre un linchamiento. Fue representada por los actores Krigwa (después llamados Negro Experimental Theater), una compañía de teatro de Harlem.
- El libro Wild Pilgrimage, de Lynd Ward (1932), impreso en grabados sobre madera, sin texto, incluye tres grabados del linchamiento de varios hombres negros.
- En el musical As Thousands Cheer, de Irving Berlin (1933), Ethel Waters cantaba una balada sobre el linchamiento, Supper Time. En su autobiografía de 1951, titulada His Eye Was on the Sparrow, escribió: «Si una canción puede contar la historia de toda una raza, es esa".
- Murder in Harlem (1935), del director Oscar Micheaux, fue una de las tres películas que hizo sobre los sucesos del controvertido juicio de Leo Frank, un judío del norte acusado de asesinar a una joven obrera de Georgia. En el film, el personaje que representa a Frank es culpable y la acción se sitúa en Nueva York, eliminando los conflictos regionales como fuerza cultural en el juicio. La primera versión de Micheaux fue una película muda, The Gunsaulus Mystery (1921). Lem Hawkins Confession (1935) también estaba relacionada con el juicio de Leo Frank.[64]
- La película They Won't Forget (1937) se inspiró en el caso Frank, pero el personaje de Leo Frank es cristiano.
- En Furia (1936), el expatriado alemán Fritz Lang describe una turba de linchamiento quemando la cárcel en la que está detenido Joe Wilson (interpretado por Spencer Tracy), sospechoso de secuestro, un delito del que Wilson es exonerado poco después. Lang abandonó Alemania cuando los nazis llegaron al poder. La historia se basa en el linchamiento de Brooke Hart, sucedido en 1933 en San José (California), del que existe una filmación real, y en el que el gobernador de California James Rolph se negó a intervenir.
- En la novela de 1940 de Walter Van Tilburg Clark The Ox-Bow Incident, dos vagabundos se unen a una cuadrilla formada para encontrar a los asesinos de un vecino. Las sospechas se centran en tres cuatreros inocentes, que son linchados, una injusticia que afecta profundamente a los vagabundos. La novela se adaptó al cine en 1943, con la película del mismo título. Simboliza la defensa en tiempos de guerra de los valores estadounidenses, que se interpretan como basados en la ley, contra una simbólica Alemania nazi representada como el gobierno de la turba.
- La novela Matar un ruiseñor (1960), de Harper Lee, cuenta la historia de un hombre negro, Tom Robinson, que es erróneamente acusado de violación y escapa del linchamiento por muy poco. Tras ser declarado culpable por un jurado compuesto solo por blancos, Robinson resulta muerto al trata de escapar de la prisión. La novela se adaptó al cine en 1962, con la película homónima protagonizada por Gregory Peck.
- La película de 1968 Hang 'Em High, ambientada en el oeste y con Clint Eastwood como protagonista.
- La película de 1988 Mississippi Burning que incluye el linchamiento de un hombre negro.
- Peter Matthiessen describió varios linchamientos en su trilogía Killing Mr. Watson (que comenzó a publicarse en 1990), ambientada en Florida a finales del siglo XIX.[65]
- La película Vendetta (1999), de HBO, protagonizada por Christopher Walken y dirigida por Nicholas Meyer, se basa en hechos sucedidos en Nueva Orleans en 1891. Tras la absolución de 18 italoestadounidenses acusados falsamente del asesinato del jefe de policía David Hennessy, una turba los atacó, matando a tiros o por ahorcamiento a 11 de ellos, en uno de los más graves linchamientos masivos en la historia de Estados Unidos.
- El musical Parade de Jason Robert Brown cuenta la historia de Leo Frank, un judío que fue linchado cerca de Atlanta (Georgia) a principios del siglo XX tras ser declarado culpable del asesinato de una joven obrera en un juicio totalmente arbitrario.

### "Strange Fruit"
Entre los trabajos artísticos que tratan el linchamiento, la canción "Strange Fruit" fue creada como poema por Abel Meeropol en 1939 e interpretada por Billie Holiday.

Southern trees bear a strange fruit,

Blood on the leaves and blood at the root,

Black bodies swinging in the Southern breeze,

Strange fruit hanging from the poplar trees.

Pastoral scene of the gallant south

the bulging eyes and the twisted mouth

scent of magnolia

sweet and fresh

then the sudden smell of burning flesh

Here is a fruit;

for the crows to pluck

for the rain to gather

for the wind to suck

for the sun to rot

for the tree to drop

Here is a strange

and bitter crop
De los árboles del Sur cuelga una fruta extraña,

sangre en las hojas y sangre en la raíz,

cuerpos negros balanceándose en la brisa del Sur,

extraña fruta colgando de los álamos.

Escena pastoral del galante sur

los ojos saltones y la boca torcida

aroma de magnolia

dulce y fresco

y el repentino olor a carne quemada

Aquí está la fruta;

para que los cuervos la arranquen,

para que la lluvia la tome,

para que el viento la aspire,

para que el sol la pudra,

para que el árbol la suelte.

Aquí está la extraña

y amarga cosecha.

Aunque el sello habitual de Holiday, Columbia, rechazó la canción, Holiday la grabó con Commodore. Pronto la canción se identificó con ella y fue una de sus más populares piezas. Se convirtió en el himno del movimiento contra el linchamiento, y también contribuyó al activismo del movimiento por los derechos civiles. En 2002 se emitió en la televisión de EE. UU. un documental titulado Strange Fruit, producido por Public Broadcasting Service, sobre un linchamiento y los efectos del arte y la canción protesta.

## Leyes

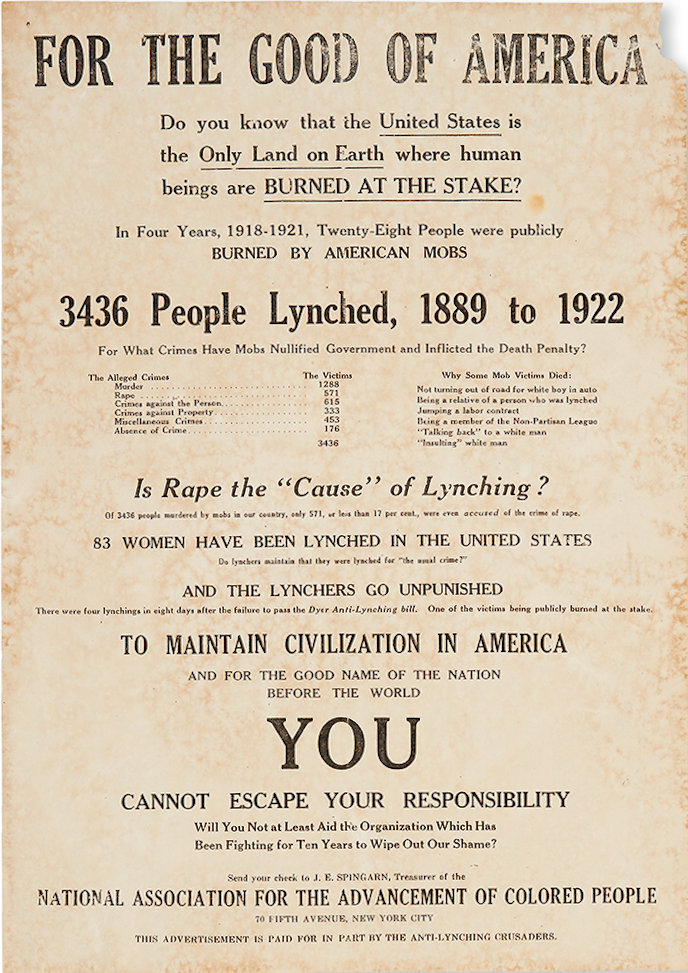
Una diatriba contra los linchamientos de la NAACP que afirma que "Estados Unidos es el único país del planeta donde se quema a seres humanos en la hoguera".

Durante la mayor parte de la historia de Estados Unidos, rara vez se han emprendido acciones legales contra el linchamiento, ya que a menudo las personas que hubieran debido instruir el proceso y servir como jurados eran las mismas que habían perpetrado el delito. Cuando alguno llegaba a los tribunales, lo hacía bajo las leyes estatales sobre asesinato. Por ejemplo, entre 1907 y 1909, el Tribunal Supremo de EE. UU. juzgó el único caso criminal de su historia, U.S. v. Sheriff Shipp. Shipp fue declarado culpable de desacato penal por no hacer nada por detener a la muchedumbre que linchó a Ed Johnson en Chattanooga (Tennessee), encarcelado por violación. En el Sur, los negros no podían actuar como jurados, ya que estaban excluidos del censo electoral por las discriminatorias leyes electorales y de registro de votantes aprobadas por las asambleas de mayoría blanca a finales del siglo XIX, que coincidieron en el tiempo con la imposición de las leyes de Jim Crow.
A partir de 1909, los legisladores federales presentaron más de 200 proyectos de ley ante el congreso para convertir el linchamiento en delito federal, pero no se aprobó ninguna, sobre todo por la oposición de los legisladores del Sur. Como los estados del Sur habían excluido a los afroamericanos del censo electoral a principios del siglo XX, los demócratas blancos controlaban todos los escaños asignados al Sur, aproximadamente el doble de los que les hubieran correspondido según su proporción en la población total. Durante décadas constituyeron un poderoso bloque de voto, y controlaron la presidencia de importantes comités. Los demócratas bloquearon  las decisiones del Senado durante una semana en diciembre de 1922, dejando en suspenso todos los servicios nacionales, con el fin de rechazar el proyecto de ley Dyer contra el linchamiento, que había sido aprobada por la cámara en enero de 1922 con amplios apoyos excepto entre los sudistas. El congresista por San Luis (Misuri) Leonidas C. Dyer, que patrocinaba el proyecto de ley, llevó a cabo una gira para promocionar la ley en 1923, pero los senadores del Sur rechazaron la ley dos veces más en las siguientes sesiones.
Bajo la administración de Franklin D. Roosevelt, la Sección de Derechos Civiles del ministerio de Justicia intentó sin éxito llevar a juicio a perpetradores de linchamiento aplicando leyes de derechos civiles de la época de la Reconstrucción. El primer juicio federal que consiguió una condena por este delito fue en 1946, aunque para entonces, la era de los linchamientos habituales había terminado. Adam Clayton Powell, Jr. consiguió que la Cámara aprobara una ley contra los linchamientos, pero fue  derrotada en el Senado, aún dominado por el bloque demócrata del Sur, respaldado por la discriminación de los negros.
Entre 1882 y 1968 «... se presentaron en el Congreso cerca de 200 leyes contra los linchamientos, y tres pasaron a la Cámara de Representantes. Siete presidentes entre 1890 y 1952 pidieron al Congreso que aprobara una ley federal». El bloque demócrata del Sur en el Senado impidió que se aprobara ninguna de estas leyes. En 2005 se aprobó por aclamación una resolución propuesta por los senadores Mary Landrieu de Luisiana y George Allen de Virginia, en la que el Senado pedía oficialmente disculpas por su incapacidad para aprobar una ley contra los linchamientos «cuando era más necesaria».
En el 2018 finalmente se aprobó en el Senado por unanimidad una ley federal contra el linchamiento introducida en junio por tres senadores afroamericanos, que prevé penas de entre 10 años a cadena perpetua para los victimarios.

### Leyes estatales
Desde finales del siglo XX, muchos estados han aprobado reglamentos contra el linchamiento. California lo castiga con 2 a 4 años de prisión, y lo define como «sustraer por medio de una revuelta a cualquier persona de la custodia legal de un oficial de paz», y como revuelta, dos o más personas que utilizan la violencia o amenazan con ella. Así, los perpetradores de un linchamiento pueden ser acusados de varios delitos que emanan de la misma acción: revuelta, linchamiento y asesinato. Aunque hoy los linchamientos –en sentido histórico– prácticamente han desaparecido, los fiscales recurren a veces a los reglamentos contra el linchamiento en casos en los que varias personas intentan arrancar a un sospechoso de las manos de la policía con el fin de ayudarle a escapar, como se alegó en un violento ataque sucedido el 9 de julio de 2005 contra un agente de policía en San Francisco.
Las leyes de Carolina del Sur definen el linchamiento en segundo grado de esta manera: «Cualquier acto de violencia infligida por una muchedumbre en el cuerpo de otra persona y sin resultado de muerte constituirá un delito de linchamiento en segundo grado y será considerado un delito grave. Cualquier persona culpable de linchamiento en segundo grado será sentenciado a trabajos forzados en la penitenciaría estatal por un periodo no superior a veinte años ni inferior a tres años, a discreción del juez que presida el proceso». En 2006, cinco adolescentes blancos recibieron distintas sentencias de linchamiento en segundo grado por haber atacado sin llegar a matarlo a un joven negro en Carolina del Sur